# Klass B 1962
L'edizione 1962 della Klass B fu la 23ª della seconda serie del campionato sovietico di calcio.

## Stagione

### Formula
La formula del torneo risentì del profondo cambiamento che stava per essere messo in pratica nella piramide calcistica sovietica: per la prima volta dopo la fine della seconda guerra mondiale, infatti, per il 1963 fu prevista la creazione del terzo livello del campionato. Più precisamente dal punto di vista prettamente numerico fu creata un nuovo secondo livello denominato Vtoraja Gruppa A dove confluirono le migliori classificate della Klass B e le peggiori della Klass A, che per altro fu essa stessa rinominata Pervaja Gruppa A; le restanti squadre di Klass B rimasero in Klass B che divenne il terzo livello del campionato.
Per il resto i cambiamenti rispetto alla stagione precedente furono lievi: innanzitutto il numero di squadre incrementò di poco, passando da 144 a 150. Infatti, a fronte della promozione di Kryl'ja Sovetov Kujbyšev, Dinamo Leningrado e Torpedo Kutaisi e della mancata iscrizione di Il'men' Novgorod, Cementnik Belgorod, Temp Sumqayıt, Start Tashkent, Dinamo Samarcanda e Spartak Baku vi furono gli arrivo delle neo retrocesse Trud Voronez e Kalev Tallinn e l'iscrizione di 13 nuovi club.
Le 150 squadre erano divise in tre sotto tornei, su base geografica:
- Russia:
  - Girone 1: 17 squadre, incontri di andata e ritorno per un totale di 32 partite per squadra.
  - Girone 2: 16 squadre, incontri di andata e ritorno per un totale di 30 partite per squadra.
  - Girone 3: 15 squadre, incontri di andata e ritorno per un totale di 28 partite per squadra.
  - Girone 4: 16 squadre, incontri di andata e ritorno per un totale di 30 partite per squadra.
  - Girone 5: 15 squadre, incontri di andata e ritorno per un totale di 28 partite per squadra.
- Ucraina:
  - Girone 1: 13 squadre, incontri di andata e ritorno per un totale di 24 partite per squadra.
  - Girone 2: 13 squadre, incontri di andata e ritorno per un totale di 24 partite per squadra.
  - Girone 3: 13 squadre, incontri di andata e ritorno per un totale di 24 partite per squadra.
- Repubbliche:
  - Girone 1: 17 squadre, incontri di andata e ritorno per un totale di 32 partite per squadra.
  - Girone 2: 15 squadre, incontri di andata e ritorno per un totale di 28 partite per squadra.

In tutti i gironi i punti assegnati erano due per la vittoria, uno per il pareggio e zero per la sconfitta. Nella zona russa era previsto un girone finale tra le cinque vincitrici con gare di sola andata (quattro partite per squadra) tutte disputate a Krasnodar, mentre in quella Ucraina era prevista una seconda fase con quattro gironi:
- Girone 1-6: con le prime due di ciascun girone, incontri di andata e ritorno per un totale di 10 partite per squadra.
- Girone 7-17: con le classificate dalla terza alla quinta posizione di ciascun girone più le due migliori seste, incontri di sola andata per un totale di 10 partite per squadra.
- Girone 18-28: con le classificate dalla settima alla nona posizione di ciascun girone più la peggiore sesta più la migliore decima, incontri di sola andata per un totale di 10 partite per squadra.
- Girone 29-39: con le classificate dall'undicesima alla tredicesima posizione di ciascun girone più le due peggiori decime, incontri di sola andata per un totale di 10 partite per squadra.

Rimasero nella neo nata seconda serie le vincitrici di ciascun girone russo e di ciascun girone delle repubbliche, le prime due classificate della zona ucraina; in seguito furono anche ammesse due delle cinque seconde dei gironi russi, altre due squadre ucraine e una delle due seconde delle altre repubbliche.
Sia nella zona ucraina che in quella delle repubbliche era prevista una finale: nel primo caso tra le prime due del girone finale per i primi sei posti, nel secondo tra le due vincitrici dei due gironi. In entrambi i casi la finale fu disputata in gare di andata e ritorno su campo neutro.

## Zona Russia

### Girone 1

#### Squadre partecipanti
| Squadra              | Repubblica | Città          | Stagione precedente                                                |
| -------------------- | ---------- | -------------- | ------------------------------------------------------------------ |
| Chimik Novomoskovsk  | RSFS Russa | Stalinogorsk   | 5° nel Girone 1 russo di Klass B, col nome di Šachter Stalinogorsk |
| Dinamo Brjansk       | RSFS Russa | Brjansk        | 9° nel Girone 1 russo di Klass B                                   |
| Metallurg Čerepovec  | RSFS Russa | Čerepovec      | 2° nel Girone 1 russo di Klass B                                   |
| Onežec Petrozavodsk  | RSFS Russa | Petrozavodsk   | 12° nel Girone 1 russo di Klass B                                  |
| Raketa Gor'kij       | RSFS Russa | Gor'kij        | 6° nel Girone 2 russo di Klass B                                   |
| Šachtër Tula         | RSFS Russa | Tula           | 6° nel Girone 1 russo di Klass B, col nome di Trud                 |
| Šinnik               | RSFS Russa | Jaroslavl'     | 4° nel Girone 1 russo di Klass B                                   |
| SKA Leningrado       | RSFS Russa | Leningrado     | Non iscritto al campionato                                         |
| Spartak Leningrado   | RSFS Russa | Leningrado     | 7° nel Girone 1 russo di Klass B                                   |
| Sputnik Kaluga       | RSFS Russa | Kaluga         | 10° nel Girone 1 russo di Klass B                                  |
| Tekstilščik Kostroma | RSFS Russa | Kostroma       | 8° nel Girone 1 russo di Klass B                                   |
| Tekstilščik Ivanovo  | RSFS Russa | Ivanovo        | 8° nel Girone 2 russo di Klass B                                   |
| Тralflotovec         | RSFS Russa | Murmansk       | 11° nel Girone 1 russo di Klass B                                  |
| Volga Kalinin        | RSFS Russa | Kalinin        | 1° nel Girone 2 russo di Klass B, 6º nel girone finale russo       |
| Volna Dzeržinsk      | RSFS Russa | Dzeržinsk      | Non iscritto al campionato                                         |
| Vympel Kaliningrad   | RSFS Russa | Kaliningrad    | 5° nel Girone 2 russo di Klass B, col nome di Trud                 |
| Znamja Truda         | RSFS Russa | Orechovo-Zuevo | 9° nel Girone 2 russo di Klass B                                   |

#### Classifica finale
|  | Pos. | Squadra              | Pt | G  | V  | N  | P  | GF | GS | DR  |
|  | ---- | -------------------- | -- | -- | -- | -- | -- | -- | -- | --- |
|  | 1.   | Šinnik               | 50 | 32 | 21 | 8  | 3  | 76 | 20 | +56 |
|  | 2.   | Spartak Leningrado   | 47 | 32 | 21 | 5  | 6  | 56 | 20 | +36 |
|  | 3.   | Tekstilščik Ivanovo  | 42 | 32 | 16 | 10 | 6  | 54 | 29 | +25 |
|  | 4.   | Znamja Truda         | 41 | 32 | 16 | 9  | 7  | 51 | 33 | +18 |
|  | 5.   | Vympel Kaliningrad   | 41 | 32 | 17 | 7  | 8  | 50 | 32 | +18 |
|  | 6.   | Raketa Gor'kij       | 38 | 32 | 13 | 12 | 7  | 42 | 23 | +19 |
|  | 7.   | Tekstilščik Kostroma | 32 | 32 | 12 | 8  | 12 | 37 | 37 | +0  |
|  | 8.   | Chimik Novomoskovsk  | 31 | 32 | 10 | 11 | 11 | 40 | 31 | +9  |
|  | 9.   | SKA Leningrado       | 30 | 32 | 11 | 8  | 13 | 38 | 46 | -8  |
|  | 10.  | Šachtër Tula         | 30 | 32 | 11 | 8  | 13 | 32 | 45 | -13 |
|  | 11.  | Volga Kalinin        | 30 | 32 | 9  | 12 | 11 | 25 | 38 | -13 |
|  | 12.  | Metallurg Čerepovec  | 27 | 32 | 8  | 11 | 13 | 30 | 46 | -16 |
|  | 13.  | Dinamo Brjansk       | 24 | 32 | 7  | 10 | 15 | 32 | 43 | -11 |
|  | 14.  | Volna Dzeržinsk      | 24 | 32 | 8  | 8  | 16 | 18 | 38 | -20 |
|  | 15.  | Тralflotovec         | 22 | 32 | 6  | 10 | 16 | 25 | 52 | -27 |
|  | 16.  | Sputnik Kaluga       | 20 | 32 | 4  | 12 | 16 | 26 | 45 | -19 |
|  | 17.  | Onežec Petrozavodsk  | 15 | 32 | 5  | 5  | 22 | 21 | 75 | -54 |

#### Verdetti
- Šinnik ammesso al girone finale russo.

#### Risultati
|                       | Sin  | SpL  | TeI  | ZnT  | VyK  | RaG  | TeK  | ChN  | SKL  | SaT  | VoK  | MeC  | DiB  | VoD  | TrM  | SpK  | OnP  |
| --------------------- | ---- | ---- | ---- | ---- | ---- | ---- | ---- | ---- | ---- | ---- | ---- | ---- | ---- | ---- | ---- | ---- | ---- |
| Šinnik                | –––– | 0-0  | 1-1  | 1-2  | 3-1  | 0-1  | 7-0  | 3-0  | 3-0  | 5-0  | 1-1  | 4-0  | 2-0  | 3-1  | 3-1  | 4-0  | 3-1  |
| Spartak Leningrado    | 0-2  | –––– | 2-1  | 5-2  | 4-0  | 0-0  | 1-0  | 1-0  | 4-0  | 3-0  | 5-0  | 1-1  | 1-0  | 1-0  | 4-2  | 2-0  | 1-0  |
| Tekstilščik Ivanovo   | 2-4  | 0-1  | –––– | 3-1  | 1-2  | 1-1  | 0-3  | 2-0  | 5-1  | 0-0  | 3-2  | 4-0  | 1-0  | 3-0  | 2-0  | 1-1  | 2-0  |
| Znamja Truda          | 2-2  | 2-2  | 2-2  | –––– | 3-0  | 0-0  | 3-1  | 3-0  | 5-2  | 0-2  | 1-0  | 0-2  | 3-1  | 2-0  | 1-1  | 2-0  | 1-1  |
| Vympel Kaliningrad    | 0-1  | 2-1  | 2-5  | 0-1  | –––– | 0-1  | 2-1  | 0-0  | 1-0  | 3-0  | 0-0  | 2-0  | 4-2  | 0-1  | 3-0  | 0-0  | 9-2  |
| Raketa Gor'kij        | 0-1  | 0-1  | 0-0  | 1-2  | 1-3  | –––– | 0-0  | 3-0  | 1-1  | 2-0  | 0-1  | 1-0  | 5-2  | 0-0  | 2-0  | 2-0  | 7-0  |
| Tekstilščik Kostroma  | 0-2  | 2-1  | 0-0  | 1-2  | 0-1  | 1-1  | –––– | 2-1  | 1-1  | 2-0  | 2-0  | 1-0  | 0-1  | 2-1  | 1-1  | 2-0  | 6-1  |
| Chimik Novomoskovsk   | 1-1  | 0-1  | 0-0  | 0-0  | 0-4  | 0-0  | 3-0  | –––– | 2-0  | 1-2  | 7-0  | 5-0  | 1-3  | 2-0  | 4-0  | 1-0  | 4-0  |
| SKA Leningrado        | 0-2  | 1-3  | 3-3  | 1-0  | 1-1  | 0-0  | 3-0  | 0-2  | –––– | 1-1  | 1-0  | 5-1  | 2-0  | 2-0  | 2-0  | 1-1  | 2-1  |
| Šachter Tula          | 3-2  | 1-0  | 0-1  | 2-1  | 1-2  | 1-2  | 2-1  | 1-1  | 1-0  | –––– | 2-1  | 1-2  | 0-2  | 1-0  | 2-2  | 2-1  | 1-0  |
| Volga Kalinin         | 1-1  | 2-0  | 0-2  | 0-0  | 1-2  | 0-1  | 1-1  | 0-0  | 3-1  | 0-0  | –––– | 0-0  | 1-0  | 1-0  | 3-1  | 0-0  | 0-0  |
| Metallurg Čerepovec   | 1-1  | 0-4  | 0-2  | 0-2  | 0-0  | 2-0  | 0-0  | 1-2  | 3-1  | 1-1  | 0-1  | –––– | 0-0  | 4-1  | 0-1  | 2-1  | 5-2  |
| Dinamo Brjansk        | 1-1  | 0-1  | 3-1  | 0-2  | 0-0  | 4-1  | 0-2  | 1-1  | 0-0  | 2-1  | 2-2  | 1-1  | –––– | 0-1  | 0-0  | 2-2  | 0-1  |
| Volna Dzeržinsk       | 0-4  | 0-0  | 0-0  | 1-3  | 0-0  | 1-2  | 2-0  | 1-0  | 2-1  | 2-0  | 1-1  | 1-1  | 1-0  | –––– | 0-1  | 0-0  | 1-0  |
| Тralflotovec Murmansk | 0-3  | 1-4  | 0-2  | 2-1  | 0-2  | 0-0  | 0-3  | 0-0  | 0-3  | 2-1  | 1-2  | 0-0  | 1-1  | 0-0  | –––– | 3-2  | 5-0  |
| Sputnik Kaluga        | 0-4  | 0-2  | 0-2  | 0-0  | 1-2  | 1-1  | 0-0  | 1-1  | 0-1  | 2-2  | 3-0  | 0-2  | 3-2  | 2-0  | 0-0  | –––– | 5-0  |
| Onežec Petrozavodsk   | 0-2  | 1-0  | 0-2  | 0-2  | 1-2  | 1-6  | 0-2  | 1-1  | 0-1  | 1-1  | 0-1  | 1-1  | 1-2  | 2-0  | 1-0  | 2-0  | –––– |

### Girone 2

#### Squadre partecipanti
| Squadra                | Repubblica | Città       | Stagione precedente                                      |
| ---------------------- | ---------- | ----------- | -------------------------------------------------------- |
| Baltika                | RSFS Russa | Kaliningrad | 2° nel Girone 2 russo di Klass B                         |
| Čajka Gor'kij          | RSFS Russa | Gor'kij     | 7° nel Girone 2 russo di Klass B, col nome di Torpedo    |
| Lokomotiv Orël         | RSFS Russa | Orël        | 11° nel Girone 3 russo di Klass B                        |
| MVO Serpuchov          | RSFS Russa | Serpuchov   | 10° nel Girone 2 russo di Klass B                        |
| Sokol Saratov          | RSFS Russa | Saratov     | 2° nel Girone 3 russo di Klass B                         |
| Spartak Rjazan'        | RSFS Russa | Rjazan'     | 5° nel Girone 3 russo di Klass B                         |
| Spartak Saransk        | RSFS Russa | Saransk     | 12° nel Girone 5 russo di Klass B, col nome di Stroitel  |
| Spartak Smolensk       | RSFS Russa | Smolensk    | 13° nel Girone 2 russo di Klass B                        |
| Spartak Tambov         | RSFS Russa | Tambov      | 9° nel Girone 3 russo di Klass B                         |
| Torpedo Lipeck         | RSFS Russa | Lipeck      | 6° nel Girone 3 russo di Klass B                         |
| Torpedo Pavlovo        | RSFS Russa | Pavlovo     | 9° nel Girone 5 russo di Klass B                         |
| Traktor Vladimir       | RSFS Russa | Vladimir    | 12° nel Girone 2 russo di Klass B                        |
| Trud Noginsk           | RSFS Russa | Noginsk     | 11° nel Girone 2 russo di Klass B                        |
| Trud Voronež           | RSFS Russa | Voronež     | 8° nel Girone A di Klass A, 15º posto finale, retrocesso |
| Trudovye Rezervy Kursk | RSFS Russa | Kursk       | 4° nel Girone 3 russo di Klass B                         |
| Zarja Penza            | RSFS Russa | Penza       | 8° nel Girone 3 russo di Klass B                         |

#### Classifica finale
|  | Pos. | Squadra                | Pt | G  | V  | N  | P  | GF | GS | DR  |
|  | ---- | ---------------------- | -- | -- | -- | -- | -- | -- | -- | --- |
|  | 1.   | Trud Voronež           | 46 | 30 | 19 | 8  | 3  | 58 | 23 | +35 |
|  | 2.   | Trudovye Rezervy Kursk | 43 | 30 | 16 | 11 | 3  | 45 | 19 | +26 |
|  | 3.   | MVO Serpuchov          | 43 | 30 | 17 | 9  | 4  | 42 | 19 | +23 |
|  | 4.   | Trud Noginsk           | 38 | 30 | 16 | 6  | 8  | 35 | 29 | +6  |
|  | 5.   | Sokol Saratov          | 34 | 30 | 13 | 8  | 9  | 58 | 41 | +17 |
|  | 6.   | Baltika                | 33 | 30 | 10 | 13 | 7  | 31 | 25 | +6  |
|  | 7.   | Čajka Gor'kij          | 32 | 30 | 8  | 16 | 6  | 34 | 30 | +4  |
|  | 8.   | Spartak Rjazan'        | 30 | 30 | 11 | 8  | 11 | 39 | 38 | +1  |
|  | 9.   | Zarja Penza            | 28 | 30 | 10 | 8  | 12 | 31 | 35 | -4  |
|  | 10.  | Torpedo Lipeck         | 27 | 30 | 8  | 11 | 11 | 40 | 37 | +3  |
|  | 11.  | Traktor Vladimir       | 25 | 30 | 8  | 9  | 13 | 26 | 34 | -8  |
|  | 12.  | Torpedo Pavlovo        | 24 | 30 | 7  | 10 | 13 | 44 | 58 | -14 |
|  | 13.  | Spartak Tambov         | 21 | 30 | 8  | 5  | 17 | 31 | 52 | -21 |
|  | 14.  | Spartak Smolensk       | 20 | 30 | 7  | 6  | 17 | 38 | 54 | -16 |
|  | 15.  | Lokomotiv Orël         | 19 | 30 | 6  | 7  | 17 | 25 | 54 | -29 |
|  | 16.  | Spartak Saransk        | 17 | 30 | 4  | 9  | 17 | 29 | 58 | -29 |

#### Verdetti
- Trud Voronež ammesso al girone finale russo.

#### Risultati
|                        | TrV  | TRK  | MVO  | TrN  | SoS  | Bal  | CGo  | SpR  | ZaP  | ToL  | TrV  | ToP  | SpT  | SSm  | LoO  | SSa  |
| ---------------------- | ---- | ---- | ---- | ---- | ---- | ---- | ---- | ---- | ---- | ---- | ---- | ---- | ---- | ---- | ---- | ---- |
| Trud Voronež           | –––– | 2-1  | 0-0  | 1-1  | 4-1  | 1-1  | 2-0  | 3-1  | 2-1  | 1-1  | 1-0  | 1-0  | 2-0  | 1-0  | 7-0  | 3-0  |
| Trudovye Rezervy Kursk | 1-1  | –––– | 2-0  | 4-0  | 2-2  | 1-0  | 0-0  | 1-0  | 3-0  | 1-0  | 4-2  | 4-2  | 3-0  | 1-0  | 1-0  | 2-1  |
| MVO Serpuchov          | 0-0  | 1-0  | –––– | 0-1  | 2-2  | 0-0  | 0-2  | 3-0  | 0-1  | 1-0  | 1-1  | 3-2  | 3-1  | 1-0  | 2-1  | 3-0  |
| Trud Noginsk           | 0-4  | 0-2  | 0-0  | –––– | 2-1  | 2-0  | 0-0  | 2-0  | 2-1  | 3-1  | 0-0  | 2-1  | 4-0  | 2-1  | 2-1  | 2-1  |
| Sokol Saratov          | 1-1  | 1-2  | 3-4  | 3-0  | –––– | 2-3  | 3-1  | 1-0  | 1-1  | 2-1  | 0-0  | 4-1  | 1-1  | 7-0  | 3-1  | 1-0  |
| Baltika                | 1-0  | 0-0  | 0-1  | 0-0  | 4-1  | –––– | 0-0  | 1-2  | 1-0  | 1-1  | 2-1  | 3-0  | 1-0  | 0-0  | 3-1  | 2-1  |
| Čajka Gor'kij          | 2-1  | 0-0  | 0-0  | 0-0  | 0-2  | 3-0  | –––– | 1-1  | 0-0  | 2-2  | 0-2  | 1-1  | 2-1  | 3-0  | 2-1  | 1-1  |
| Spartak Rjazan'        | 0-3  | 1-1  | 1-3  | 1-0  | 2-0  | 1-1  | 2-2  | –––– | 3-0  | 1-0  | 1-2  | 3-2  | 1-0  | 2-0  | 0-1  | 3-0  |
| Zarya Penza            | 1-4  | 2-2  | 1-2  | 1-0  | 2-0  | 1-1  | 1-1  | 1-1  | –––– | 2-1  | 3-0  | 0-0  | 0-1  | 0-2  | 4-1  | 0-2  |
| Torpedo Lipeck         | 0-3  | 0-0  | 0-2  | 1-2  | 2-5  | 1-0  | 1-1  | 1-1  | 0-1  | –––– | 3-1  | 1-0  | 2-0  | 7-1  | 6-1  | 1-1  |
| Traktor Vladimir       | 2-4  | 1-0  | 0-0  | 0-1  | 1-0  | 0-3  | 0-2  | 0-0  | 3-0  | 0-0  | –––– | 3-0  | 0-0  | 0-1  | 0-2  | 2-1  |
| Torpedo Pavlovo        | 1-2  | 1-1  | 1-1  | 2-1  | 1-6  | 1-1  | 3-2  | 3-2  | 2-0  | 0-1  | 0-0  | –––– | 4-2  | 5-3  | 3-2  | 1-2  |
| Spartak Tambov         | 0-1  | 0-2  | 0-3  | 1-2  | 0-1  | 0-0  | 2-1  | 3-0  | 0-3  | 4-4  | 2-1  | 1-1  | –––– | 2-1  | 1-0  | 6-1  |
| Spartak Smolensk       | 6-1  | 1-1  | 0-2  | 0-1  | 1-2  | 1-1  | 1-1  | 0-2  | 0-2  | 0-0  | 2-1  | 2-2  | 6-1  | –––– | 1-2  | 2-0  |
| Lokomotiv Orël         | 1-1  | 0-0  | 0-1  | 0-2  | 1-1  | 1-0  | 1-2  | 1-1  | 0-2  | 0-0  | 0-2  | 2-2  | 2-1  | 2-0  | –––– | 0-0  |
| Spartak Saransk        | 0-1  | 1-2  | 0-3  | 2-1  | 1-1  | 1-1  | 2-2  | 2-6  | 0-0  | 0-2  | 1-1  | 2-2  | 0-1  | 2-6  | 4-0  | –––– |

### Girone 3

#### Squadre partecipanti
| Squadra                     | Repubblica | Città          | Stagione precedente                                               |
| --------------------------- | ---------- | -------------- | ----------------------------------------------------------------- |
| Cement Novorossijsk         | RSFS Russa | Novorossijsk   | 7° nel Girone 4 russo di Klass B                                  |
| Dinamo Machačkala           | RSFS Russa | Machačkala     | 9° nel Girone 4 russo di Klass B                                  |
| Dinamo Stavropol'           | RSFS Russa | Stavropol'     | 12° nel Girone 4 russo di Klass B, col nome di Spartak            |
| Energija Volžskij           | RSFS Russa | Volžskij       | 7° nel Girone 3 russo di Klass B                                  |
| Rostsel'maš                 | RSFS Russa | Rostov sul Don | 2° nel Girone 4 russo di Klass B                                  |
| Šachtër Šachty              | RSFS Russa | Šachty         | 4° nel Girone 4 russo di Klass B                                  |
| Spartak Krasnodar           | RSFS Russa | Krasnodar      | 8° nel Girone 4 russo di Klass B                                  |
| Spartak Nal'čik             | RSFS Russa | Nal'čik        | 10° nel Girone 4 russo di Klass B                                 |
| Spartak Ordžonikidze        | RSFS Russa | Ordžonikidze   | 6° nel Girone 4 russo di Klass B                                  |
| Terek Groznyj               | RSFS Russa | Groznyj        | 1° nel Girone 4 russo di Klass B, 2º nel girone finale russo      |
| Torpedo Armavir             | RSFS Russa | Armavir        | 5° nel Girone 4 russo di Klass B                                  |
| Torpedo Taganrog            | RSFS Russa | Taganrog       | 4° nel Girone 4 russo di Klass B                                  |
| Traktor Volgograd           | RSFS Russa | Volgograd      | 3° nel Girone 3 russo di Klass B, col nome di Traktor Stalingrado |
| Trudovye Rezervy Kislovodsk | RSFS Russa | Kislovodsk     | 11° nel Girone 4 russo di Klass B                                 |
| Volgar' Astrachan'          | RSFS Russa | Astrachan'     | 13° nel Girone 4 russo di Klass B                                 |

#### Classifica finale
|  | Pos. | Squadra                      | Pt | G  | V  | N | P  | GF | GS | DR  |
|  | ---- | ---------------------------- | -- | -- | -- | - | -- | -- | -- | --- |
|  | 1.   | Spartak Krasnodar            | 41 | 28 | 17 | 7 | 4  | 59 | 25 | +34 |
|  | 2.   | Traktor Volgograd            | 39 | 28 | 15 | 9 | 4  | 43 | 15 | +28 |
|  | 3.   | Rostsel'maš                  | 38 | 28 | 17 | 4 | 7  | 66 | 31 | +35 |
|  | 4.   | Dinamo Stavropol'            | 36 | 28 | 15 | 6 | 7  | 40 | 26 | +14 |
|  | 5.   | Šachtër Šachty               | 33 | 28 | 13 | 7 | 8  | 39 | 27 | +12 |
|  | 6.   | Torpedo Taganrog             | 31 | 28 | 11 | 9 | 8  | 38 | 25 | +13 |
|  | 7.   | Terek Groznyj                | 30 | 28 | 11 | 8 | 9  | 27 | 35 | -8  |
|  | 8.   | Spartak Ordžonikidze         | 26 | 28 | 10 | 6 | 12 | 38 | 36 | +2  |
|  | 9.   | Energija Volžskij            | 25 | 28 | 10 | 5 | 13 | 31 | 39 | -8  |
|  | 10.  | Dinamo Machačkala            | 24 | 28 | 8  | 8 | 12 | 21 | 39 | -18 |
|  | 11.  | Spartak Nal'čik              | 23 | 28 | 8  | 7 | 13 | 30 | 39 | -9  |
|  | 12.  | Torpedo Armavir              | 23 | 28 | 9  | 5 | 14 | 30 | 42 | -12 |
|  | 13.  | Cement Novorossijsk          | 23 | 28 | 7  | 9 | 12 | 27 | 41 | -14 |
|  | 14.  | Trudoviye Rezervy Kislovodsk | 20 | 28 | 8  | 4 | 16 | 21 | 47 | -26 |
|  | 15.  | Volgar' Astrachan'           | 8  | 28 | 1  | 6 | 21 | 16 | 59 | -43 |

#### Verdetti
- Spartak Krasnodar ammesso al girone finale russo.

#### Risultati
|                              | SpK  | TrV  | Ros  | DiS  | SaS  | ToT  | TeG  | SpO  | EnV  | DiM  | SpN  | ToA  | CeN  | TRK  | VoA  |
| ---------------------------- | ---- | ---- | ---- | ---- | ---- | ---- | ---- | ---- | ---- | ---- | ---- | ---- | ---- | ---- | ---- |
| Spartak Krasnodar            | –––– | 1-1  | 2-0  | 2-0  | 5-1  | 3-1  | 2-0  | 3-0  | 1-0  | 0-0  | 3-1  | 7-1  | 1-0  | 7-0  | 2-1  |
| Traktor Volgograd            | 1-0  | –––– | 0-0  | 2-0  | 0-0  | 1-0  | 5-0  | 0-0  | 1-2  | 0-1  | 2-0  | 4-0  | 1-1  | 2-1  | 4-0  |
| Rostsel'maš                  | 7-1  | 1-1  | –––– | 3-2  | 0-2  | 2-2  | 6-0  | 1-2  | 3-2  | 6-1  | 2-1  | 2-1  | 7-1  | 4-0  | 7-2  |
| Dinamo Stavropol'            | 2-0  | 1-3  | 3-1  | –––– | 2-1  | 1-0  | 0-0  | 4-0  | 3-0  | 0-0  | 1-0  | 1-3  | 0-0  | 2-0  | 4-0  |
| Šachter Šachty               | 1-1  | 1-2  | 1-2  | 2-0  | –––– | 2-1  | 1-2  | 1-0  | 2-0  | 1-1  | 2-1  | 2-0  | 4-1  | 4-0  | 2-0  |
| Torpedo Taganrog             | 1-1  | 0-0  | 2-1  | 0-0  | 0-0  | –––– | 0-0  | 2-0  | 4-2  | 4-0  | 1-1  | 1-2  | 2-0  | 3-0  | 3-0  |
| Terek Groznyj                | 1-3  | 0-2  | 0-1  | 0-0  | 0-0  | 2-3  | –––– | 1-0  | 1-0  | 2-0  | 1-1  | 1-2  | 1-1  | 1-0  | 2-1  |
| Spartak Ordžonikidze         | 1-1  | 2-0  | 1-2  | 1-2  | 2-1  | 2-0  | 3-4  | –––– | 5-1  | 1-1  | 0-1  | 4-1  | 3-0  | 1-0  | 3-0  |
| Energija Volžskij            | 1-0  | 0-3  | 2-1  | 1-1  | 2-3  | 1-1  | 0-1  | 1-1  | –––– | 4-0  | 0-0  | 4-1  | 1-0  | 0-2  | 3-1  |
| Dinamo Machačkala            | 0-0  | 1-1  | 0-2  | 0-1  | 0-1  | 0-3  | 2-4  | 2-1  | 0-1  | –––– | 2-1  | 3-0  | 2-1  | 1-0  | 2-1  |
| Spartak-Nal'čik              | 2-7  | 0-3  | 1-2  | 0-1  | 2-1  | 0-0  | 0-0  | 3-0  | 2-0  | 3-1  | –––– | 0-0  | 1-2  | 0-0  | 3-0  |
| Torpedo Armavir              | 1-2  | 0-1  | 0-0  | 1-2  | 1-0  | 1-2  | 0-1  | 3-1  | 0-0  | 0-1  | 3-0  | –––– | 1-1  | 3-1  | 4-0  |
| Cement Novorossijsk          | 0-1  | 1-1  | 1-0  | 4-2  | 1-2  | 1-0  | 0-0  | 0-3  | 0-1  | 0-0  | 1-2  | 1-0  | –––– | 4-2  | 1-1  |
| Trudoviye Rezervy Kislovodsk | 1-3  | 2-1  | 0-1  | 2-3  | 0-0  | 1-0  | 1-0  | 0-0  | 2-1  | 1-0  | 1-3  | 0-1  | 1-1  | –––– | 1-0  |
| Volgar' Astrachan'           | 0-0  | 0-1  | 0-2  | 0-2  | 1-1  | 1-2  | 1-2  | 1-1  | 0-1  | 0-0  | 3-1  | 0-0  | 1-3  | 1-2  | –––– |

### Girone 4

#### Squadre partecipanti
| Squadra                | Repubblica | Città        | Stagione precedente                                                  |
| ---------------------- | ---------- | ------------ | -------------------------------------------------------------------- |
| Chimik Berezniki       | RSFS Russa | Berezniki    | 11° nel Girone 5 russo di Klass B                                    |
| Dinamo Kirov           | RSFS Russa | Kirov        | 1° nel Girone 2 russo di Klass B                                     |
| Geolog Tjumen'         | RSFS Russa | Tjumen'      | 13° nel Girone 5 russo di Klass B                                    |
| Iskra Kazan'           | RSFS Russa | Kazan'       | 3° nel Girone 2 russo di Klass B                                     |
| Lokomotiv Čeljabinsk   | RSFS Russa | Čeljabinsk   | 1° nel Girone 5 russo di Klass B, 4º nel girone finale russo         |
| Lokomotiv Orenburg     | RSFS Russa | Orenburg     | 4° nel Girone 5 russo di Klass B                                     |
| Metallurg Magnitogorsk | RSFS Russa | Magnitogorsk | 10° nel Girone 5 russo di Klass B                                    |
| Neftjanik Syzran'      | RSFS Russa | Syzran'      | 10° nel Girone 3 russo di Klass B                                    |
| Stroitel' Kurgan       | RSFS Russa | Kurgan       | 8° nel Girone 5 russo di Klass B                                     |
| Stroitel' Ufa          | RSFS Russa | Ufa          | 3° nel Girone 5 russo di Klass B                                     |
| Trud Joškar-Ola        | RSFS Russa | Joškar-Ola   | Non iscritto al campionato                                           |
| Uralec-TS Nižnij Tagil | RSFS Russa | Nižnij Tagil | 6° nel Girone 5 russo di Klass B, col nome di Metallurg Nižnij Tagil |
| Uralmaš                | RSFS Russa | Sverdlovsk   | 2° nel Girone 5 russo di Klass B                                     |
| Volga Ul'janovsk       | RSFS Russa | Ul'janovsk   | 12° nel Girone 3 russo di Klass B, col nome di Spartak               |
| Zenit Iževsk           | RSFS Russa | Iževsk       | 4° nel Girone 2 russo di Klass B                                     |
| Zvezda Perm'           | RSFS Russa | Perm'        | 5° nel Girone 5 russo di Klass B                                     |

#### Classifica finale
|  | Pos. | Squadra                | Pt | G  | V  | N  | P  | GF | GS | DR  |
|  | ---- | ---------------------- | -- | -- | -- | -- | -- | -- | -- | --- |
|  | 1.   | Uralmaš                | 45 | 30 | 19 | 7  | 4  | 66 | 28 | +38 |
|  | 2.   | Lokomotiv Čeljabinsk   | 40 | 30 | 17 | 6  | 7  | 61 | 27 | +34 |
|  | 3.   | Iskra Kazan'           | 38 | 30 | 13 | 12 | 5  | 47 | 23 | +24 |
|  | 4.   | Stroitel' Ufa          | 36 | 30 | 15 | 6  | 9  | 51 | 35 | +16 |
|  | 5.   | Dinamo Kirov           | 35 | 30 | 13 | 9  | 8  | 50 | 26 | +24 |
|  | 6.   | Zvezda Perm'           | 35 | 30 | 13 | 9  | 8  | 49 | 33 | +16 |
|  | 7.   | Zenit Iževsk           | 35 | 30 | 13 | 9  | 8  | 36 | 27 | +9  |
|  | 8.   | Neftjanik Syzran'      | 32 | 30 | 11 | 10 | 9  | 34 | 28 | +6  |
|  | 9.   | Uralec-TS Nižnij Tagil | 30 | 30 | 11 | 8  | 11 | 43 | 36 | +7  |
|  | 10.  | Stroitel' Kurgan       | 28 | 30 | 10 | 8  | 12 | 30 | 39 | -9  |
|  | 11.  | Metallurg Magnitogorsk | 27 | 30 | 10 | 7  | 13 | 41 | 43 | -2  |
|  | 12.  | Lokomotiv Orenburg     | 27 | 30 | 8  | 11 | 11 | 36 | 51 | -15 |
|  | 13.  | Volga Ul'janovsk       | 24 | 30 | 6  | 12 | 12 | 28 | 43 | -15 |
|  | 14.  | Geolog Tjumen'         | 21 | 30 | 6  | 9  | 15 | 22 | 50 | -28 |
|  | 15.  | Trud Joškar-Ola        | 19 | 30 | 5  | 9  | 16 | 20 | 54 | -34 |
|  | 16.  | Chimik Berezniki       | 8  | 30 | 2  | 4  | 24 | 19 | 90 | -71 |

#### Verdetti
- Uralmaš ammesso al girone finale.

#### Risultati
|                        | Ura  | LoC  | IsK  | StU  | DiK  | ZvO  | ZeI  | NeS  | UNT  | StK  | MeM  | LoO  | VoU  | GeT  | TJO  | ChB  |
| ---------------------- | ---- | ---- | ---- | ---- | ---- | ---- | ---- | ---- | ---- | ---- | ---- | ---- | ---- | ---- | ---- | ---- |
| Uralmaš                | –––– | 1-1  | 1-1  | 2-0  | 1-0  | 2-2  | 3-2  | 0-2  | 2-0  | 4-0  | 2-0  | 0-1  | 1-1  | 3-0  | 2-0  | 5-0  |
| Lokomotiv Čeljabinsk   | 1-4  | –––– | 0-2  | 1-0  | 0-0  | 1-1  | 3-0  | 4-1  | 2-2  | 3-0  | 5-0  | 4-0  | 0-0  | 5-0  | 2-0  | 4-0  |
| Iskra Kazan'           | 2-3  | 4-1  | –––– | 1-1  | 0-0  | 2-0  | 0-1  | 2-2  | 0-0  | 3-0  | 1-1  | 0-0  | 1-1  | 2-1  | 1—0  | 6-0  |
| Stroitel' Ufa          | 0-2  | 2-1  | 0-2  | –––– | 3-1  | 4-2  | 2-0  | 3-0  | 0-0  | 1-0  | 1-0  | 1-0  | 4-2  | 6-1  | 3-0  | 3-0  |
| Dinamo Kirov           | 1-1  | 1-3  | 3-1  | 3-0  | –––– | 1-2  | 2-0  | 0-0  | 1-0  | 0-1  | 5-0  | 3-0  | 3-1  | 8-1  | 0-0  | 4-1  |
| Zvezda Perm            | 1-1  | 0-0  | 1-0  | 0-1  | 2-1  | –––– | 3-2  | 0-0  | 4-1  | 0-1  | 1-1  | 2-2  | 3-1  | 1-0  | 6-0  | 6-0  |
| Zenit-Iževsk           | 2-1  | 2-1  | 0-2  | 2-1  | 0-0  | 0-1  | –––– | 2-1  | 2-1  | 2-0  | 0-0  | 3-0  | 0-0  | 0-1  | 3-0  | 4-0  |
| Neftjanik Syzran'      | 0-3  | 1-0  | 1-1  | 0-0  | 1-0  | 4-0  | 0-0  | –––– | 0-0  | 2-0  | 1-1  | 3-3  | 1-0  | 1-0  | 3-0  | 3-0  |
| Uralec Nižnij Tagil    | 0-1  | 3-1  | 0-0  | 3-0  | 0-0  | 4-1  | 1-1  | 2-1  | –––– | 1-4  | 0-1  | 4-1  | 1-1  | 3-0  | 0-1  | 5-0  |
| Stroitel Kurgan        | 2-3  | 1-2  | 2-1  | 0-0  | 1-2  | 1-0  | 0-0  | 0-4  | 1-2  | –––– | 3-2  | 0-0  | 3-0  | 2-2  | 1-0  | 0-1  |
| Metallurg Magnitogorsk | 1-3  | 0-1  | 0-2  | 3-1  | 1-2  | 1-0  | 0-1  | 0-1  | 6-1  | 1-1  | –––– | 2-1  | 6-1  | 1-2  | 4-1  | 2-1  |
| Lokomotiv Orenburg     | 4-1  | 0-3  | 0-0  | 5-5  | 3-2  | 1-1  | 1-1  | 1-0  | 1-0  | 1-1  | 2-2  | –––– | 0-0  | 0-1  | 1-0  | 2-0  |
| Volga Ul'janovsk       | 1-2  | 0-1  | 2-4  | 0-3  | 1-3  | 0-3  | 0-0  | 0-0  | 2-0  | 1-1  | 1-0  | 2-1  | –––– | 0-0  | 4-0  | 4-1  |
| Geolog Tjumen'         | 1-1  | 0-1  | 1-2  | 1-4  | 1-1  | 0-0  | 1-3  | 2-1  | 0-1  | 0-1  | 0-1  | 2-0  | 1-1  | –––– | 0-0  | 2-0  |
| Trud Joškar-Ola        | 0-5  | 1-4  | 1-1  | 2-1  | 1-1  | 0-3  | 1-2  | 3-0  | 0-3  | 1-1  | 1-1  | 5-1  | 0-0  | 0-0  | –––– | 1-1  |
| Chimik Berezniki       | 2-6  | 1-6  | 0-3  | 1-1  | 0-2  | 1-3  | 1-1  | 1-0  | 2-5  | 0-2  | 1-3  | 3-4  | 0-1  | 1-1  | 0-1  | –––– |

### Girone 5

#### Squadre partecipanti
| Squadra               | Repubblica | Città                | Stagione precedente                                               |
| --------------------- | ---------- | -------------------- | ----------------------------------------------------------------- |
| Amur Blagoveščensk    | RSFS Russa | Blagoveščensk        | 11° nel Girone 6 russo di Klass B                                 |
| Angara Irkutsk        | RSFS Russa | Irkutsk              | 7° nel Girone 6 russo di Klass B                                  |
| Avangard K.N.A.       | RSFS Russa | Komsomol'sk-na-Amure | 8° nel Girone 6 russo di Klass B                                  |
| Bajkal Ulan-Ude       | RSFS Russa | Ulan-Udė             | 9° nel Girone 6 russo di Klass B                                  |
| Chimik Kemerovo       | RSFS Russa | Kemerovo             | 10° nel Girone 6 russo di Klass B                                 |
| Irtyš Omsk            | RSFS Russa | Omsk                 | 7° nel Girone 5 russo di Klass B                                  |
| Lokomotiv Krasnojarsk | RSFS Russa | Krasnojarsk          | 5° nel Girone 6 russo di Klass B                                  |
| Luč Vladivostok       | RSFS Russa | Vladivostok          | 3° nel Girone 6 russo di Klass B                                  |
| Metallurg Novokuzneck | RSFS Russa | Novokuzneck          | 12° nel Girone 6 russo di Klass B, col nome di Metallurg Stalinsk |
| Šachtër Prokop'evsk   | RSFS Russa | Prokop'evsk          | Non iscritto al campionato                                        |
| SKA-Chabarovsk        | RSFS Russa | Chabarovsk           | 1° nel Girone 6 russo di Klass B, 5º nel girone finale russo      |
| SKA Novosibirsk       | RSFS Russa | Novosibirsk          | 2° nel Girone 6 russo di Klass B                                  |
| Temp Barnaul          | RSFS Russa | Barnaul              | 4° nel Girone 6 russo di Klass B                                  |
| Тomič Tomsk           | RSFS Russa | Tomsk                | 6° nel Girone 6 russo di Klass B                                  |
| Zabajkalec Čita       | RSFS Russa | Čita                 | 13° nel Girone 6 russo di Klass B                                 |

#### Classifica finale
|  | Pos. | Squadra               | Pt | G  | V  | N  | P  | GF | GS | DR  |
|  | ---- | --------------------- | -- | -- | -- | -- | -- | -- | -- | --- |
|  | 1.   | SKA Novosibirsk       | 40 | 28 | 17 | 6  | 5  | 53 | 23 | +30 |
|  | 2.   | SKA-Chabarovsk        | 40 | 28 | 17 | 6  | 5  | 45 | 27 | +18 |
|  | 3.   | Luč Vladivostok       | 36 | 28 | 14 | 8  | 6  | 42 | 33 | +9  |
|  | 4.   | Chimik Kemerovo       | 33 | 28 | 11 | 11 | 6  | 41 | 20 | +21 |
|  | 5.   | Temp Barnaul          | 31 | 28 | 14 | 3  | 11 | 51 | 34 | +17 |
|  | 6.   | Lokomotiv Krasnojarsk | 31 | 28 | 13 | 5  | 10 | 48 | 34 | +14 |
|  | 7.   | Irtyš Omsk            | 30 | 28 | 13 | 4  | 11 | 39 | 28 | +11 |
|  | 8.   | Angara Irkutsk        | 29 | 28 | 10 | 9  | 9  | 39 | 34 | +5  |
|  | 9.   | Zabajkalec Čita       | 27 | 28 | 7  | 13 | 8  | 40 | 41 | -1  |
|  | 10.  | Šachtër Prokop'evsk   | 26 | 28 | 10 | 6  | 12 | 29 | 43 | -14 |
|  | 11.  | Avangard K.N.A.       | 25 | 28 | 8  | 9  | 11 | 35 | 33 | +2  |
|  | 12.  | Bajkal Ulan-Ude       | 23 | 28 | 5  | 13 | 10 | 24 | 41 | -17 |
|  | 13.  | Тomič Tomsk           | 20 | 28 | 6  | 8  | 14 | 22 | 40 | -18 |
|  | 14.  | Amur Blagoveščensk    | 16 | 28 | 6  | 4  | 18 | 27 | 57 | -30 |
|  | 15.  | Metallurg Novokuzneck | 13 | 28 | 2  | 9  | 17 | 22 | 69 | -47 |

#### Verdetti
- SKA Novosibirsk ammesso al girone finale russo.

#### Risultati
|                               | SKN  | SKC  | LuV  | ChK   | TeB  | LoK  | IrO  | AnI  | ZaC  | SaP  | AKA  | BUU  | ToT  | AmB  | MeN  |
| ----------------------------- | ---- | ---- | ---- | ----- | ---- | ---- | ---- | ---- | ---- | ---- | ---- | ---- | ---- | ---- | ---- |
| SKA Novosibirsk               | –––– | 1-1  | 5-3  | 0-0   | 0-1  | 0-1  | 2-0  | 1-2  | 3-0  | 4-1  | 3-1  | 0-0  | 3-0  | 3-1  | 1-0  |
| SKA Chabarovsk                | 1-0  | –––– | 0-0  | 1-0   | 2-0  | 0-0  | 0-1  | 4-2  | 3-0  | 3-2  | 2-0  | 1-1  | 1-0  | 2-1  | 4-1  |
| Luč Vladivostok               | 2-1  | 0-1  | –––– | 2-2   | 2-1  | 1-0  | 2-1  | 4-1  | 2-2  | 1-0  | 1-0  | 4-2  | 3-0  | 1-0  | 1-0  |
| Chimik Kemerovo               | 1-1  | 1-2  | 1-1  | ––––  | 0-2  | 1-3  | 0-0  | 2-1  | 1-1  | 3-1  | 0-0  | 6-0  | 3-1  | 4-0  | 0-0  |
| Temp Barnaul                  | 2-2  | 0-3  | 3-2  | 0-4   | –––– | 1-2  | 5-1  | 0-2  | 2-0  | 4-1  | 1-1  | 1-0  | 3-0  | 4-0  | 3-0  |
| Lokomotiv Krasnojarsk         | 0-3  | 4-0  | 2-2  | 1-1   | 3-0  | –––– | 2-3  | 1-0  | 1-1  | 0-2  | 2-1  | 4-0  | 1-0  | 5-0  | 8-2  |
| Irtyš Omsk                    | 1-2  | 0-1  | 3-0  | 0-1   | 1-0  | 2-1  | –––– | 4-0  | 3-0  | 1-2  | 2-2  | 0-1  | 1-0  | 2-0  | 5-0  |
| Angara Irkutsk                | 1-2  | 0-2  | 1-1  | 1-1   | 1-0  | 3-1  | 1-0  | –––– | 2-2  | 2-0  | 2-2  | 0-0  | 1-0  | 4-1  | 6-0  |
| Zabajkalec Čita               | 0-3  | 3-0  | 2-0  | [ 3 ] | 3-2  | 0-1  | 0-0  | 0-0  | –––– | 1-1  | 2-2  | 4-1  | 2-1  | 4-0  | 3-3  |
| Šachtër Prokop'evsk           | 0-3  | 2-1  | 0-0  | 0-3   | 1-1  | 2-0  | 1-0  | 0-0  | 3-2  | –––– | 2-4  | 2-0  | 0-0  | 2-1  | 2-0  |
| Avangard Komsomol'sk-na-Amure | 1-2  | 0-1  | 2-0  | 1-0   | 0-2  | 2-1  | 0-2  | 0-2  | 1-2  | 5-0  | –––– | 1-1  | 3-0  | 3-0  | 3-1  |
| Bajkal Ulan-Ude               | 0-1  | 1-1  | 1-1  | 0-1   | 3-1  | 0-0  | 1-1  | 1-1  | 1-1  | 1-0  | 0-0  | –––– | 0-0  | 4-1  | 1-1  |
| Тomič Tomsk                   | 1-1  | 2-2  | 0-1  | 1-0   | 0-7  | 0-1  | 3-1  | 1-0  | 2-2  | 2-0  | 0-0  | 4-0  | –––– | 0-0  | 2-0  |
| Amur Blagoveščensk            | 1-2  | 4-1  | 1-2  | 0-0   | 0-4  | 4-1  | 1-2  | 2-1  | 2-2  | 0-1  | 2-0  | 3-2  | 2-0  | –––– | 0-1  |
| Metallurg Novokuzneck         | 1-4  | 1-5  | 1-3  | 0-5   | 0-1  | 3-2  | 0-2  | 2-2  | 1-1  | 1-1  | 0-0  | 1-2  | 2-2  | 0-0  | –––– |

### Girone finale russo
Tutte le gare furono giocate a Krasnodar.

#### Classifica finale
| Pos. | Squadra           | Pt | G | V | N | P | GF | GS | DR |
| ---- | ----------------- | -- | - | - | - | - | -- | -- | -- |
| 1.   | Spartak Krasnodar | 7  | 4 | 3 | 1 | 0 | 7  | 2  | +5 |
| 2.   | Trud Voronež      | 6  | 4 | 3 | 0 | 1 | 7  | 2  | +5 |
| 3.   | Uralmaš           | 4  | 4 | 1 | 2 | 1 | 3  | 5  | -2 |
| 4.   | SKA Novosibirsk   | 3  | 4 | 1 | 1 | 2 | 1  | 4  | -3 |
| 5.   | Šinnik            | 0  | 4 | 0 | 0 | 4 | 1  | 6  | -5 |

#### Risultati
|                   | SpK  | TrV  | Ura  | SKN  | Sin  |
| ----------------- | ---- | ---- | ---- | ---- | ---- |
| Spartak Krasnodar | –––– | 1-0  | 2-2  | 2-0  | 2-0  |
| Trud Voronež      | 0-1  | –––– | 3-0  | 2-0  | 2-1  |
| Uralmaš           | 2-2  | 0-3  | –––– | 0-0  | 1-0  |
| SKA Novosibirsk   | 0-2  | 0-2  | 0-0  | –––– | 1-0  |
| Šinnik            | 0-2  | 1-2  | 0-1  | 0-1  | –––– |

## Zona Ucraina

### Prima fase

#### Girone 1

##### Squadre partecipanti
| Squadra                  | Repubblica  | Città            | Stagione precedente                                                                               |
| ------------------------ | ----------- | ---------------- | ------------------------------------------------------------------------------------------------- |
| Arsenal Kiev             | RSS Ucraina | Kiev             | 15° nel Girone 1 ucraino di Klass B, 30º posto finale in Ucraina                                  |
| Avangard Žëltye Vody     | RSS Ucraina | Žëltye Vody      | 3° nel Girone 2 ucraino di Klass B, 6º posto finale in Ucraina                                    |
| Čornomorec'              | RSS Ucraina | Odessa           | 1° nel Girone 1 ucraino di Klass B, 1º posto finale in Ucraina                                    |
| Kolchoznik Poltava       | RSS Ucraina | Poltava          | 9° nel Girone 2 ucraino di Klass B, 17º posto finale in Ucraina                                   |
| Lokomotiv Donec'k        | RSS Ucraina | Donec'k          | 13° nel Girone 2 ucraino di Klass B, 25º posto finale in Ucraina, col nome di Stalino             |
| Polіssja Žytomyr         | RSS Ucraina | Žytomyr          | 6° nel Girone 1 ucraino di Klass B, 12º posto finale in Ucraina                                   |
| Šachtar Kadiïvka         | RSS Ucraina | Kadievka         | 16° nel Girone 2 ucraino di Klass B, 31º posto finale in Ucraina                                  |
| SKA Leopoli              | RSS Ucraina | Leopoli          | 4° nel Girone 1 ucraino di Klass B, 7º posto finale in Ucraina                                    |
| Spartak Ivano-Frankivs'k | RSS Ucraina | Ivano-Frankivs'k | 12° nel Girone 1 ucraino di Klass B, 23º posto finale in Ucraina, col nome di Spartak Stanislaviv |
| Sudostroitel' Mykolaïv   | RSS Ucraina | Mykolaïv         | 7° nel Girone 1 ucraino di Klass B, 13º posto finale in Ucraina                                   |
| Torpedo Charkiv          | RSS Ucraina | Charkiv          | 18° nel Girone 2 ucraino di Klass B, 35º posto finale in Ucraina                                  |
| Trubnik Nikopol          | RSS Ucraina | Nikopol'         | Non iscritto al campionato                                                                        |
| Verchovina Užhorod       | RSS Ucraina | Užhorod          | 11° nel Girone 1 ucraino di Klass B, 21º posto finale in Ucraina                                  |

##### Classifica finale
| Gir.F. | Pos. | Squadra                  | Pt | G  | V  | N  | P  | GF | GS | DR  |
| ------ | ---- | ------------------------ | -- | -- | -- | -- | -- | -- | -- | --- |
| 1-6    | 1.   | Čornomorec'              | 34 | 24 | 13 | 8  | 3  | 48 | 20 | +28 |
| 1-6    | 2.   | Polіssja Žytomyr         | 31 | 24 | 14 | 3  | 7  | 33 | 24 | +9  |
| 7-17   | 3.   | Lokomotiv Donec'k        | 28 | 24 | 9  | 10 | 5  | 43 | 37 | +6  |
| 7-17   | 4.   | SKA Leopoli              | 26 | 24 | 10 | 6  | 8  | 37 | 25 | +12 |
| 7-17   | 5.   | Avangard Žëltye Vody     | 26 | 24 | 7  | 12 | 5  | 25 | 21 | +4  |
| 7-17   | 6.   | Šachtar Kadiïvka         | 26 | 24 | 9  | 8  | 7  | 28 | 28 | +0  |
| 18-28  | 7.   | Arsenal Kiev             | 23 | 24 | 5  | 13 | 6  | 18 | 19 | -1  |
| 18-28  | 8.   | Torpedo Charkiv          | 23 | 24 | 7  | 9  | 8  | 30 | 32 | -2  |
| 18-28  | 9.   | Trubnik Nikopol          | 21 | 24 | 8  | 5  | 11 | 33 | 34 | -1  |
| 18-28  | 10.  | Sudostroitel' Mykolaïv   | 20 | 24 | 7  | 6  | 11 | 26 | 40 | -14 |
| 29-39  | 11.  | Verchovina Užhorod       | 18 | 24 | 4  | 10 | 10 | 20 | 27 | -7  |
| 29-39  | 12.  | Kolchoznik Poltava       | 18 | 24 | 4  | 10 | 10 | 27 | 37 | -10 |
| 29-39  | 13.  | Spartak Ivano-Frankivs'k | 18 | 24 | 5  | 8  | 11 | 21 | 45 | -24 |

##### Risultati
|                          | Cor  | PoZ  | LoD  | SKL  | AZV  | SaK  | ArK  | ToC  | TrN  | SuN  | VeU  | KoP  | SIF  |
| ------------------------ | ---- | ---- | ---- | ---- | ---- | ---- | ---- | ---- | ---- | ---- | ---- | ---- | ---- |
| Čornomorec'              | –––– | 3-0  | 4-2  | 2-2  | 3-1  | 2-0  | 1-1  | 1-0  | 2-0  | 3-0  | 1-0  | 2-0  | 4-1  |
| Polіssja Žytomyr         | 3-2  | –––– | 7-2  | 1-1  | 0-2  | 2-0  | 1-0  | 2-0  | 1-0  | 2-0  | 1-0  | 2-0  | 3-0  |
| Lokomotiv Donec'k        | 2-2  | 4-0  | –––– | 1-1  | 0-0  | 3-3  | 2-0  | 3-1  | 2-1  | 5-0  | 2-1  | 1-1  | 1-0  |
| SKA Leopoli              | 0-0  | 2-0  | 3-2  | –––– | 1-2  | 0-1  | 2-0  | 2-0  | 3-1  | 5-1  | 1-1  | 0-0  | 6-0  |
| Avangard Žëltye Vody     | 0-0  | 1-2  | 0-0  | 1-0  | –––– | 4-1  | 2-0  | 2-1  | 0-0  | 0-0  | 0-0  | 3-3  | 1-0  |
| Šachtar Kadievka         | 0-0  | 2-0  | 2-0  | 0-1  | 2-0  | –––– | 0-0  | 2-2  | 3-1  | 2-0  | 0-0  | 2-1  | 3-3  |
| Arsenal Kiev             | 0-0  | 1-1  | 1-1  | 1-0  | 1-1  | 1-0  | –––– | 0-0  | 1-1  | 3-1  | 0-0  | 1-1  | 3-0  |
| Torpedo Charkiv          | 1-5  | 1-0  | 4-1  | 4-2  | 1-0  | 0-0  | 3-0  | –––– | 0-1  | 1-1  | 1-1  | 2-2  | 1-1  |
| Trubnik Nikopol          | 2-1  | 0-2  | 1-2  | 2-1  | 1-1  | 1-1  | 0-3  | 0-1  | –––– | 3-2  | 2-0  | 4-1  | 8-1  |
| Sudostroitel Nikolaev    | 1-2  | 3-0  | 1-1  | 0-1  | 0-0  | 3-2  | 1-0  | 2-2  | 1-0  | –––– | 3-1  | 2-0  | 0-0  |
| Verchovina Užhorod       | 0-5  | 0-1  | 0-0  | 0-1  | 2-2  | 0-1  | 1-1  | 2-1  | 2-0  | 4-1  | –––– | 3-0  | 0-1  |
| Kolchoznik Poltava       | 2-1  | 0-0  | 3-5  | 3-1  | 1-1  | 4-0  | 0-0  | 1-2  | 2-2  | 1-2  | 0-0  | –––– | 1-0  |
| Spartak Ivano-Frankivs'k | 2-2  | 0-2  | 1-1  | 2-1  | 2-1  | 0-1  | 0-0  | 1-1  | 1-2  | 2-1  | 2-2  | 1-0  | –––– |

#### Girone 2

##### Squadre partecipanti
| Squadra                   | Repubblica  | Città           | Stagione precedente                                                                    |
| ------------------------- | ----------- | --------------- | -------------------------------------------------------------------------------------- |
| Avangard Černivci         | RSS Ucraina | Černivci        | 9° nel Girone 1 ucraino di Klass B, 17º posto finale in Ucraina                        |
| Chimik Sjevjerodonec'k    | RSS Ucraina | Sjevjerodonec'k | 7° nel Girone 2 ucraino di Klass B, 13º posto finale in Ucraina                        |
| Dinamo Kirovograd         | RSS Ucraina | Kirovohrad      | 3° nel Girone 1 ucraino di Klass B, 5º posto finale in Ucraina, col nome di Zvevda     |
| Dneprovec Dnipropetrovs'k | RSS Ucraina | Dnipropetrovs'k | 19° nel Girone 2 ucraino di Klass B, 37º posto finale in Ucraina, col nome di Chimik   |
| Gornjak Krivoj Rog        | RSS Ucraina | Kryvyj Rih      | 15° nel Girone 2 ucraino di Klass B, 29º posto finale in Ucraina, col nome di Avanhard |
| Kolchoznik Čerkasy        | RSS Ucraina | Čerkasy         | 16° nel Girone 1 ucraino di Klass B, 32º posto finale in Ucraina                       |
| Kolchoznik Rivne          | RSS Ucraina | Rivne           | 10° nel Girone 1 ucraino di Klass B, 20º posto finale in Ucraina                       |
| Majak Cherson             | RSS Ucraina | Cherson         | 13° nel Girone 1 ucraino di Klass B, 26º posto finale in Ucraina                       |
| Metalurh Zaporižžja       | RSS Ucraina | Zaporižžja      | 4° nel Girone 2 ucraino di Klass B, 8º posto finale in Ucraina                         |
| Šachtar Horlivka          | RSS Ucraina | Horlivka        | 6° nel Girone 2 ucraino di Klass B, 11º posto finale in Ucraina                        |
| SKA Kiev                  | RSS Ucraina | Kiev            | 12° nel Girone 2 ucraino di Klass B, 24º posto finale in Ucraina                       |
| SKA Odessa                | RSS Ucraina | Odessa          | 1° nel Girone 2 ucraino di Klass B, 2º posto finale in Ucraina                         |
| Volyn'                    | RSS Ucraina | Luc'k           | 18° nel Girone 1 ucraino di Klass B, 35º posto finale in Ucraina                       |

##### Classifica finale
| Gir.F. | Pos. | Squadra                   | Pt | G  | V  | N  | P  | GF | GS | DR  |
| ------ | ---- | ------------------------- | -- | -- | -- | -- | -- | -- | -- | --- |
| 1-6    | 1.   | SKA Odessa                | 34 | 24 | 12 | 10 | 2  | 46 | 21 | +25 |
| 1-6    | 2.   | Metalurh Zaporižžja       | 31 | 24 | 13 | 5  | 6  | 42 | 21 | +21 |
| 7-17   | 3.   | SKA Kiev                  | 30 | 24 | 10 | 10 | 4  | 39 | 21 | +18 |
| 7-17   | 4.   | Kolchoznik Rivne          | 29 | 24 | 10 | 9  | 5  | 44 | 34 | +10 |
| 7-17   | 5.   | Dneprovec Dnipropetrovs'k | 28 | 24 | 9  | 10 | 5  | 36 | 30 | +6  |
| 7-17   | 6.   | Kolchoznik Čerkasy        | 28 | 24 | 8  | 12 | 4  | 27 | 21 | +6  |
| 18-28  | 7.   | Dinamo Kirovograd         | 27 | 24 | 11 | 5  | 8  | 32 | 27 | +5  |
| 18-28  | 8.   | Majak Cherson             | 20 | 24 | 7  | 6  | 11 | 32 | 41 | -9  |
| 18-28  | 9.   | Chimik Sjevjerodonec'k    | 20 | 24 | 7  | 6  | 11 | 25 | 36 | -11 |
| 29-39  | 10.  | Avangard Černivci         | 18 | 24 | 6  | 6  | 12 | 27 | 45 | -18 |
| 29-39  | 11.  | Gornjak Krivoj Rog        | 17 | 24 | 6  | 5  | 13 | 23 | 44 | -21 |
| 29-39  | 12.  | Šachtar Horlivka          | 15 | 24 | 3  | 9  | 12 | 22 | 36 | -14 |
| 29-39  | 13.  | Volyn'                    | 15 | 24 | 5  | 5  | 14 | 22 | 40 | -18 |

##### Risultati
|                           | SKO  | MeZ  | SKK  | KoR  | DnD  | KoC  | DiK  | MaC  | ChS  | AvC  | GKR  | SaH  | Vol  |
| ------------------------- | ---- | ---- | ---- | ---- | ---- | ---- | ---- | ---- | ---- | ---- | ---- | ---- | ---- |
| SKA Odessa                | –––– | 4-2  | 1-1  | 0-0  | 5-1  | 0-0  | 2-0  | 4-1  | 1-1  | 3-5  | 4-0  | 1-0  | 1-0  |
| Metalurh Zaporižžja       | 0-2  | –––– | 0-0  | 5-0  | 2-0  | 0-0  | 3-0  | 3-0  | 2-0  | 2-2  | 3-0  | 2-0  | 2-0  |
| SKA Kiev                  | 1-1  | 1-2  | –––– | 1-1  | 2-2  | 2-1  | 1-3  | 5-1  | 2-0  | 4-1  | 2-0  | 3-0  | 0-0  |
| Kolchoznik Rivne          | 1-1  | 3-1  | 2-1  | –––– | 1-0  | 2-1  | 4-1  | 1-1  | 5-1  | 5-2  | 3-1  | 1-1  | 4-0  |
| Dneprovec Dnipropetrovs'k | 1-1  | 0-0  | 0-0  | 3-1  | –––– | 0-1  | 1-1  | 1-1  | 3-1  | 3-0  | 1-1  | 1-1  | 2-1  |
| Kolchoznik Čerkasy        | 0-0  | 1-0  | 1-1  | 2-2  | 0-1  | –––– | 1-0  | 1-0  | 2-0  | 3-0  | 2-2  | 1-0  | 4-2  |
| Dinamo Kirovohrad         | 1-0  | 2-2  | 0-0  | 4-2  | 0-1  | 0-0  | –––– | 5-0  | 2-0  | 1-0  | 1-0  | 1-0  | 4-1  |
| Majak Cherson             | 1-2  | 1-3  | 2-3  | 1-1  | 3-1  | 3-0  | 2-1  | –––– | 3-1  | 4-0  | 2-0  | 1-1  | 3-1  |
| Chimik Sjevjerodonec'k    | 3-6  | 2-0  | 0-0  | 0-0  | 1-3  | 1-1  | 3-0  | 1-0  | –––– | 2-1  | 3-2  | 3-0  | 0-0  |
| Avangard Černivci         | 1-1  | 2-1  | 2-1  | 0-1  | 1-1  | 1-1  | 1-2  | 2-2  | 1-0  | –––– | 2-2  | 1-0  | 0-1  |
| Gornjak Krivoj Rog        | 0-3  | 0-3  | 0-3  | 3-1  | 3-6  | 0-0  | 1-0  | 1-0  | 0-1  | 2-0  | –––– | 0-0  | 3-1  |
| Šachtar Horlivka          | 1-1  | 1-3  | 0-1  | 2-2  | 2-3  | 2-2  | 2-2  | 3-0  | 0-0  | 3-1  | 2-0  | –––– | 1-2  |
| Volyn'                    | 0-2  | 0-1  | 1-4  | 2-1  | 1-1  | 2-2  | 0-1  | 0-0  | 2-1  | 0-1  | 1-2  | 4-0  | –––– |

#### Girone 3

##### Squadre partecipanti
| Squadra                  | Repubblica  | Città           | Stagione precedente                                                                                     |
| ------------------------ | ----------- | --------------- | --- |
| Avanhard Kramators'k     | RSS Ucraina | Kramatorsk      | 17° nel Girone 2 ucraino di Klass B, 33º posto finale in Ucraina                                        |
| Avanhard Sumy            | RSS Ucraina | Sumy            | 10° nel Girone 2 ucraino di Klass B, 19º posto finale in Ucraina                                        |
| Avangard                 | RSS Ucraina | Sinferopoli     | 5° nel Girone 2 ucraino di Klass B, 9º posto finale in Ucraina                                          |
| Avangard Ternopol        | RSS Ucraina | Ternopol        | 14° nel Girone 1 ucraino di Klass B, 28º posto finale in Ucraina                                        |
| Azovstal' Ždanov         | RSS Ucraina | Ždanov          | 11° nel Girone 2 ucraino di Klass B, 21º posto finale in Ucraina                                        |
| Desna Černihiv           | RSS Ucraina | Černigov        | 5° nel Girone 1 ucraino di Klass B, 10º posto finale in Ucraina                                         |
| Dynamo Chmel'nyc'kyj     | RSS Ucraina | Chmel'nyc'kyj   | 8° nel Girone 1 ucraino di Klass B, 16º posto finale in Ucraina                                         |
| Lokomotyv Vinnycja       | RSS Ucraina | Vinnycja        | 2° nel Girone 1 ucraino di Klass B, 3º posto finale in Ucraina                                          |
| Dnepr                    | RSS Ucraina | Dnipropetrovs'k | 14° nel Girone 2 ucraino di Klass B, 27º posto finale in Ucraina, col nome di Metallurg Dnipropetrovs'k |
| Neftyanik Drohobyč       | RSS Ucraina | Černigov        | 17° nel Girone 1 ucraino di Klass B, 34º posto finale in Ucraina                                        |
| Šachtër Oleksandrija     | RSS Ucraina | Oleksandrija    | Non iscritto al campionato                                                                              |
| SKF Sebastopoli          | RSS Ucraina | Sebastopoli     | 8° nel Girone 2 ucraino di Klass B, 15º posto finale in Ucraina                                         |
| Trudovi Rezervy Luhans'k | RSS Ucraina | Luhans'k        | 2° nel Girone 2 ucraino di Klass B, 4º posto finale in Ucraina                                          |

##### Classifica finale
| Gir.F. | Pos. | Squadra                  | Pt | G  | V  | N  | P  | GF | GS | DR  |
| ------ | ---- | ------------------------ | -- | -- | -- | -- | -- | -- | -- | --- |
| 1-6    | 1.   | Trudovi Rezervy Luhans'k | 33 | 24 | 14 | 5  | 5  | 52 | 22 | +30 |
| 1-6    | 2.   | Avangard                 | 31 | 24 | 12 | 7  | 5  | 34 | 17 | +17 |
| 7-17   | 3.   | Lokomotyv Vinnycja       | 30 | 24 | 13 | 4  | 7  | 40 | 25 | +15 |
| 7-17   | 4.   | Desna Černihiv           | 28 | 24 | 10 | 8  | 6  | 40 | 33 | +7  |
| 7-17   | 5.   | Azovstal' Ždanov         | 27 | 24 | 11 | 5  | 8  | 39 | 40 | -1  |
| 7-17   | 6.   | Dnepr                    | 26 | 24 | 7  | 12 | 5  | 35 | 29 | +6  |
| 18-28  | 7.   | Avangard Ternopol        | 25 | 24 | 7  | 11 | 6  | 30 | 31 | -1  |
| 18-28  | 8.   | SKF Sebastopoli          | 23 | 24 | 7  | 9  | 8  | 29 | 27 | +2  |
| 18-28  | 9.   | Dynamo Chmel'nyc'kyj     | 22 | 24 | 6  | 10 | 8  | 31 | 36 | -5  |
| 29-39  | 10.  | Neftyanik Drohobyč       | 19 | 24 | 8  | 3  | 13 | 27 | 48 | -21 |
| 29-39  | 11.  | Šachtër Oleksandrija     | 17 | 24 | 6  | 5  | 13 | 22 | 39 | -17 |
| 29-39  | 12.  | Avanhard Sumy            | 16 | 24 | 4  | 8  | 12 | 32 | 45 | -13 |
| 29-39  | 13.  | Avanhard Kramators'k     | 15 | 24 | 5  | 5  | 14 | 28 | 47 | -19 |

##### Risultati
|                          | TRL  | AvS  | LoV  | DeC  | AzZ  | Dne  | AvT  | SKF  | DiC  | NeD  | SaO  | AvS  | AvK  |
| ------------------------ | ---- | ---- | ---- | ---- | ---- | ---- | ---- | ---- | ---- | ---- | ---- | ---- | ---- |
| Trudovi Rezervy Luhans'k | –––– | 0-1  | 3-0  | 3-2  | 6-1  | 1-0  | 5-2  | 4-0  | 5-1  | 7-0  | 4-0  | 2-0  | 1-0  |
| Avangard Simferopol'     | 2-0  | –––– | 3-1  | 1-2  | 2-0  | 1-0  | 3-1  | 0-0  | 2-0  | 4-1  | 2-1  | 2-2  | 4-0  |
| Lokomotyv Vinnycja       | 2-1  | 1-0  | –––– | 2-0  | 3-1  | 3-2  | 3-0  | 2-1  | 1-1  | 6-1  | 2-0  | 7-2  | 2-1  |
| Desna Černihiv           | 1-1  | 0-0  | 3-0  | –––– | 1-1  | 2-2  | 0-0  | 1-1  | 4-2  | 3-0  | 7-2  | 4-1  | 1-1  |
| Azovstal' Ždanov         | 2-1  | 2-1  | 2-2  | 3-1  | –––– | 2-0  | 1-1  | 3-2  | 3-1  | 3-1  | 1-0  | 3-1  | 4-2  |
| Dnepr                    | 1-1  | 1-1  | 0-0  | 0-0  | 3-2  | –––– | 2-2  | 1-1  | 2-2  | 4-0  | 2-1  | 2-0  | 2-1  |
| Avangard Ternopol        | 0-0  | 0-0  | 1-0  | 2-0  | 4-1  | 1-1  | –––– | 1-0  | 0-0  | 2-1  | 2-0  | 2-0  | 1-1  |
| SKF Sebastopoli          | 1-1  | 0-1  | 1-0  | 3-1  | 0-0  | 1-1  | 1-1  | –––– | 3-0  | 2-2  | 1-1  | 1-0  | 3-0  |
| Dynamo Chmel'nyc'kyj     | 0-0  | 2-3  | 0-0  | 6-1  | 0-0  | 0-2  | 1-0  | 2-1  | –––– | 3-1  | 3-0  | 0-0  | 2-0  |
| Neftyanik Drohobyč       | 3-0  | 1-0  | 0-2  | 0-1  | 1-0  | 2-3  | 2-0  | 1-0  | 1-1  | –––– | 1-0  | 4-2  | 2-0  |
| Šachter Oleksandrija     | 0-1  | 0-0  | 1-0  | 1-2  | 3-2  | 2-1  | 4-2  | 1-2  | 3-0  | 0-0  | –––– | 0-0  | 1-0  |
| Avangard Sumy            | 1-2  | 1-1  | 1-0  | 1-2  | 1-2  | 1-1  | 1-1  | 3-1  | 3-3  | 2-1  | 1-1  | –––– | 8-2  |
| Avanhard Kramators'k     | 2-3  | 1-0  | 0-1  | 0-1  | 3-0  | 2-2  | 4-4  | 0-3  | 1-1  | 3-1  | 3-0  | 1-0  | –––– |

### Seconda fase

#### Girone Posizioni 1-6

##### Classifica finale
| Pos. | Squadra                  | Pt | G  | V | N | P | GF | GS | DR  |
| ---- | ------------------------ | -- | -- | - | - | - | -- | -- | --- |
| 1.   | Trudovi Rezervy Luhans'k | 16 | 10 | 6 | 4 | 0 | 22 | 11 | +11 |
| 2.   | Čornomorec'              | 11 | 10 | 4 | 3 | 3 | 13 | 9  | +4  |
| 3.   | Avangard                 | 10 | 10 | 3 | 4 | 3 | 12 | 14 | -2  |
| 4.   | SKA Odessa               | 8  | 10 | 3 | 2 | 5 | 11 | 10 | +1  |
| 5.   | Polіssja Žytomyr         | 8  | 10 | 3 | 2 | 5 | 10 | 15 | -5  |
| 6.   | Metalurh Zaporižžja      | 7  | 10 | 1 | 5 | 4 | 13 | 22 | -9  |

##### Risultati
|                          | TRL  | Cor  | AvS  | SKO  | PoZ  | MeZ  |
| ------------------------ | ---- | ---- | ---- | ---- | ---- | ---- |
| Trudovi Rezervy Luhans'k | –––– | 1-0  | 2-2  | 2-1  | 3-0  | 6-2  |
| Čornomorec'              | 2-2  | –––– | 2-0  | 1-0  | 3-1  | 1-2  |
| Avangard Simferopol'     | 1-1  | 1-0  | –––– | 1-1  | 1-0  | 1-1  |
| SKA Odessa               | 0-1  | 0-2  | 6-1  | –––– | 1-0  | 1-0  |
| Polіssja Žytomyr         | 1-2  | 1-1  | 1-0  | 1-0  | –––– | 1-1  |
| Metalurh Zaporižžja      | 2-2  | 1-1  | 0-4  | 1-1  | 3-4  | –––– |

#### Girone Posizioni 7-17

##### Classifica finale
| Pos. | Squadra                   | Pt | G  | V | N | P | GF | GS | DR  |
| ---- | ------------------------- | -- | -- | - | - | - | -- | -- | --- |
| 7.   | SKA Leopoli               | 15 | 10 | 5 | 5 | 0 | 18 | 6  | +12 |
| 8.   | Kolchoznik Čerkasy        | 13 | 10 | 5 | 3 | 2 | 19 | 13 | +6  |
| 9.   | Lokomotiv Donec'k         | 11 | 10 | 3 | 5 | 2 | 12 | 10 | +2  |
| 10.  | SKA Kiev                  | 11 | 10 | 5 | 1 | 4 | 18 | 17 | +1  |
| 11.  | Dnepr                     | 11 | 10 | 4 | 3 | 3 | 11 | 10 | +1  |
| 12.  | Azovstal' Ždanov          | 11 | 10 | 3 | 5 | 2 | 14 | 13 | +1  |
| 13.  | Desna Černihiv            | 9  | 10 | 1 | 7 | 2 | 7  | 9  | -2  |
| 14.  | Kolchoznik Rivne          | 9  | 10 | 4 | 1 | 5 | 10 | 13 | -3  |
| 15.  | Dneprovec Dnipropetrovs'k | 8  | 10 | 2 | 4 | 4 | 7  | 12 | -5  |
| 16.  | Lokomotyv Vinnycja        | 6  | 10 | 2 | 2 | 6 | 10 | 13 | -3  |
| 17.  | Avangard Žëltye Vody      | 6  | 10 | 2 | 2 | 6 | 12 | 22 | -10 |

##### Risultati
|                           | SKL  | KoC  | LoD  | SKK  | Dne  | AzZ  | DeC  | KoR  | DnD  | LoV  | AZV  |
| ------------------------- | ---- | ---- | ---- | ---- | ---- | ---- | ---- | ---- | ---- | ---- | ---- |
| SKA Leopoli               | –––– | 2-2  |      |      |      |      | 0-0  | 4-0  |      | 3-1  | 4-0  |
| Kolchoznik Čerkasy        |      | –––– |      | 5-2  |      |      |      | 2-1  | 1-0  | 2-2  | 3-2  |
| Lokomotiv Donec'k         | 0-0  | 0-0  | –––– |      |      |      | 1-1  |      |      | 1-0  | 4-1  |
| SKA Kiev                  | 2-3  |      | 1-3  | –––– | 2-0  | 2-1  |      |      | 4-1  |      |      |
| Dnepr                     | 0-1  | 2-0  | 1-1  |      | –––– | 2-2  | 1-0  |      |      |      |      |
| Azovstal Ždanov           | 1-1  | 2-1  | 3-1  |      |      | –––– | 2-2  |      |      | 0-0  |      |
| Desna Černihiv            |      | 0-3  |      | 0-0  |      |      | –––– | 1-1  |      | 2-0  | 1-1  |
| Kolchoznik Rivne          |      |      | 2-0  | 0-2  | 2-1  | 0-1  |      | –––– | 0-1  |      |      |
| Dneprovec Dnipropetrovs'k | 0-0  |      | 1-1  |      | 0-0  | 3-1  | 0-0  |      | –––– |      |      |
| Lokomotyv Vinnycja        |      |      |      | 1-2  | 1-2  |      |      | 0-1  | 3-0  | –––– | 2-0  |
| Avangard Žëltye Vody      |      |      |      | 3-1  | 1-2  | 1-1  |      | 1-3  | 2-1  |      | –––– |

#### Girone Posizioni 18-28

##### Classifica finale
|  | Pos. | Squadra                | Pt | G  | V | N | P | GF | GS | DR  |
|  | ---- | ---------------------- | -- | -- | - | - | - | -- | -- | --- |
|  | 18.  | Torpedo Charkiv        | 14 | 10 | 6 | 2 | 2 | 15 | 9  | +6  |
|  | 19.  | Dynamo Chmel'nyc'kyj   | 14 | 10 | 6 | 2 | 2 | 16 | 11 | +5  |
|  | 20.  | Sudostroitel' Mykolaïv | 12 | 10 | 5 | 2 | 3 | 16 | 10 | +6  |
|  | 21.  | Avangard Ternopol      | 12 | 10 | 5 | 2 | 3 | 13 | 15 | -2  |
|  | 22.  | Arsenal Kiev           | 10 | 10 | 4 | 2 | 4 | 16 | 11 | +5  |
|  | 23.  | Dinamo Kirovograd      | 10 | 10 | 3 | 4 | 3 | 11 | 7  | +4  |
|  | 24.  | SKF Sebastopoli        | 10 | 10 | 4 | 2 | 4 | 13 | 11 | +2  |
|  | 25.  | Trubnik Nikopol        | 9  | 10 | 4 | 1 | 5 | 18 | 19 | -1  |
|  | 26.  | Chimik Sjevjerodonec'k | 9  | 10 | 3 | 3 | 4 | 8  | 14 | -6  |
|  | 27.  | Majak Cherson          | 5  | 10 | 1 | 3 | 6 | 12 | 21 | -9  |
|  | 28.  | Šachtar Kadiïvka       | 5  | 10 | 0 | 5 | 5 | 9  | 19 | -10 |

##### Risultati
|                        | ToC  | DiC  | SuN  | AvT  | ArK  | DiK  | SKF  | TrN  | ChS  | MaC  | SaK  |
| ---------------------- | ---- | ---- | ---- | ---- | ---- | ---- | ---- | ---- | ---- | ---- | ---- |
| Torpedo Charkiv        | –––– | 2-0  | 2-1  |      | 3-2  |      |      | 0-0  |      | 0-1  |      |
| Dynamo Chmel'nyc'kyj   |      | –––– | 1-0  |      | 1-1  |      |      | 4-2  | 3-2  | 3-1  |      |
| Sudostroitel Nikolaev  |      |      | –––– | 1-0  | 2-1  | 0-0  |      |      | 4-0  |      | 3-1  |
| Avangard Ternopol      | 3-2  | 1-0  |      | –––– |      |      | 2-1  | 1-0  |      | 2-2  |      |
| Arsenal Kiev           |      |      |      | 5-2  | –––– | 2-1  | 0-1  |      | 0-0  |      | 3-0  |
| Dinamo Kirovohrad      | 0-2  | 0-1  |      | 3-0  |      | –––– | 1-1  |      |      | 3-1  |      |
| SKF Sebastopoli        | 2-3  | 0-1  | 1-0  |      |      |      | –––– | 4-2  |      | 2-0  |      |
| Trubnik Nikopol        |      |      | 0-1  |      | 1-0  | 0-3  |      | –––– | 4-1  |      | 6-3  |
| Chimik Sjevjerodonec'k | 0-1  |      |      | 1-1  |      | 0-0  | 1-0  |      | –––– |      | 2-1  |
| Majak Cherson          |      |      | 4-4  |      | 0-2  |      |      | 2-3  | 0-1  | –––– | 1-1  |
| Šachtar Kadievka       | 0-0  | 2-2  |      | 0-1  |      | 0-0  | 1-1  |      |      |      | –––– |

#### Girone Posizioni 29-39

##### Classifica finale
| Pos. | Squadra                  | Pt | G  | V | N | P | GF | GS | DR |
| ---- | ------------------------ | -- | -- | - | - | - | -- | -- | -- |
| 29.  | Avangard Černivci        | 14 | 10 | 6 | 2 | 2 | 15 | 6  | +9 |
| 30.  | Avanhard Kramators'k     | 14 | 10 | 6 | 2 | 2 | 20 | 12 | +8 |
| 31.  | Šachtër Oleksandrija     | 13 | 10 | 4 | 5 | 1 | 12 | 6  | +6 |
| 32.  | Šachtar Horlivka         | 13 | 10 | 4 | 5 | 1 | 12 | 8  | +4 |
| 33.  | Spartak Ivano-Frankivs'k | 11 | 10 | 4 | 3 | 3 | 9  | 10 | -1 |
| 34.  | Kolchoznik Poltava       | 10 | 10 | 3 | 4 | 3 | 14 | 11 | +3 |
| 35.  | Neftyanik Drohobyč       | 8  | 10 | 2 | 4 | 4 | 12 | 13 | -1 |
| 36.  | Verchovina Užhorod       | 7  | 10 | 1 | 5 | 4 | 5  | 11 | -6 |
| 37.  | Gornjak Krivoj Rog       | 7  | 10 | 2 | 3 | 5 | 12 | 19 | -7 |
| 38.  | Volyn'                   | 7  | 10 | 2 | 3 | 5 | 9  | 18 | -9 |
| 39.  | Avanhard Sumy            | 6  | 10 | 1 | 4 | 5 | 6  | 12 | -6 |

##### Risultati
|                          | AvC  | AvK  | SaO  | SaH  | SIF  | KoP  | NeD  | VeU  | GKR  | Vol  | AvS  |
| ------------------------ | ---- | ---- | ---- | ---- | ---- | ---- | ---- | ---- | ---- | ---- | ---- |
| Avangard Černivci        | –––– | 0-1  |      |      |      | 2-0  | 3-1  | 1-0  | 4-1  |      |      |
| Avanhard Kramators'k     |      | –––– | 1-1  |      | 5-1  | 1-1  |      |      | 2-1  | 4-1  |      |
| Šachter Oleksandrija     | 1-0  |      | –––– | 0-0  | 2-0  |      |      |      |      | 3-0  | 1-0  |
| Šachtar Horlivka         | 2-2  | 2-1  |      | –––– |      |      | 2-0  | 3-1  | 1-1  |      |      |
| Spartak Ivano-Frankivs'k | 0-0  |      |      | 0-0  | –––– |      | 0-0  | 3-0  |      |      | 2-0  |
| Kolchoznik Poltava       |      |      | 2-2  | 0-1  | 0-1  | –––– |      |      |      | 5-1  | 1-1  |
| Neftyanik Drohobyč       |      | 2-0  | 1-1  |      |      | 1-3  | –––– | 1-1  | 4-0  |      |      |
| Verchovina Užhorod       |      | 2-3  | 0-0  |      |      | 0-0  |      | –––– | 1-0  | 0-0  |      |
| Gornjak Krivoj Rog       |      |      | 2-1  |      | 3-1  | 1-2  |      |      | –––– | 2-2  | 1-1  |
| Volyn'                   | 0-2  |      |      | 2-0  | 0-1  |      | 1-1  |      |      | –––– | 2-0  |
| Avangard Sumy            | 0-1  | 1-2  |      | 1-1  |      |      | 2-1  | 0-0  |      |      | –––– |

### Finale ucraina
L'andata fu disputata il 2 novembre, il ritorno il 5; entrambe le partite furono giocate a Kiev.
| Squadra 1                | Totale | Squadra 2   | Andata | Ritorno |
| ------------------------ | ------ | ----------- | ------ | ------- |
| Trudovi Rezervy Luhans'k | 5 - 1  | Čornomorec' | 3 - 1  | 2 - 0   |

## Zona delle Repubbliche

### Girone 1

#### Squadre partecipanti
| Squadra                 | Repubblica     | Città     | Stagione precedente                                                              |
| ----------------------- | -------------- | --------- | -------------------------------------------------------------------------------- |
| Banga Kaunas            | RSS Lituana    | Kaunas    | 14° nel Girone 1 delle repubbliche in Klass B                                    |
| Dinamo Sukhumi          | RSS Georgiana  | Sukhumi   | 9° nel Girone 1 delle repubbliche in Klass B, col nome di Rica                   |
| Dünamo Tallinn          | RSS Estone     | Tallinn   | Non iscritto al campionato                                                       |
| Kalev Tallinn           | RSS Estone     | Tallinn   | 9° nel Girone A di Klass A, 22º posto finale, 2º nel girone play-off, retrocesso |
| Khimik Mogilev          | RSS Bielorussa | Mahilëŭ   | 4° nel Girone 1 delle repubbliche in Klass B                                     |
| Krasnoye Znamya Vicebsk | RSS Bielorussa | Vicebsk   | 12° nel Girone 1 delle repubbliche in Klass B                                    |
| Lokomotiv Gomel         | RSS Georgiana  | Homel'    | 8° nel Girone 1 delle repubbliche in Klass B                                     |
| Lokomotiv Tbilisi       | RSS Georgiana  | Tbilisi   | 1° nel Girone 1 delle repubbliche in Klass B, 3° nei play-off promozione         |
| Nairi Erevan            | RSS Armena     | Erevan    | 5° nel Girone 1 delle repubbliche in Klass B                                     |
| Neftyanyye Kamni Baku   | RSS Azera      | Baku      | Non iscritto al campionato                                                       |
| Nistrul Bender          | RSS Moldava    | Bendery   | 10° nel Girone 1 delle repubbliche in Klass B                                    |
| Piščevik Tiraspol       | RSS Moldava    | Tiraspol  | 11° nel Girone 1 delle repubbliche in Klass B                                    |
| REZ Rīga                | RSS Lettone    | Rīga      | 7° nel Girone 1 delle repubbliche in Klass B                                     |
| Širak Leninakan         | RSS Armena     | Leninakan | 2° nel Girone 1 delle repubbliche in Klass B                                     |
| SKA Minsk               | RSS Bielorussa | Minsk     | Non iscritto al campionato                                                       |
| Spartak Brest           | RSS Bielorussa | Brėst     | 13° nel Girone 1 delle repubbliche in Klass B                                    |
| Zveynieks Liepāja       | RSS Lettone    | Liepāja   | 16° nel Girone 1 delle repubbliche in Klass B, col nome di Sel'maš Liepāja       |

#### Classifica finale
|  | Pos. | Squadra                 | Pt | G  | V  | N  | P  | GF | GS | DR  |
|  | ---- | ----------------------- | -- | -- | -- | -- | -- | -- | -- | --- |
|  | 1.   | Lokomotiv Gomel         | 46 | 32 | 18 | 10 | 4  | 43 | 19 | +24 |
|  | 2.   | Širak Leninakan         | 43 | 32 | 16 | 11 | 5  | 45 | 27 | +18 |
|  | 3.   | Nairi Erevan            | 42 | 32 | 17 | 8  | 7  | 51 | 29 | +22 |
|  | 4.   | Spartak Brest           | 39 | 32 | 15 | 9  | 8  | 39 | 25 | +14 |
|  | 5.   | Lokomotiv Tbilisi       | 38 | 32 | 12 | 14 | 6  | 52 | 32 | +20 |
|  | 6.   | Khimik Mogilev          | 36 | 32 | 13 | 10 | 9  | 35 | 32 | +3  |
|  | 7.   | SKA Minsk               | 35 | 32 | 13 | 9  | 10 | 27 | 25 | +2  |
|  | 8.   | Dinamo Sukhumi          | 32 | 32 | 10 | 12 | 10 | 36 | 33 | +3  |
|  | 9.   | Kalev Tallinn           | 31 | 32 | 10 | 11 | 11 | 35 | 31 | +4  |
|  | 10.  | Neftyanyye Kamni Baku   | 31 | 32 | 10 | 11 | 11 | 39 | 43 | -4  |
|  | 11.  | Zveynieks Liepāja       | 30 | 32 | 6  | 18 | 8  | 29 | 31 | -2  |
|  | 12.  | Banga Kaunas            | 28 | 32 | 10 | 8  | 14 | 32 | 31 | +1  |
|  | 13.  | REZ Rīga                | 24 | 32 | 7  | 10 | 15 | 34 | 46 | -12 |
|  | 14.  | Nistrul Bender          | 24 | 32 | 8  | 8  | 16 | 30 | 42 | -12 |
|  | 15.  | Krasnoye Znamya Vicebsk | 24 | 32 | 9  | 6  | 17 | 24 | 40 | -16 |
|  | 16.  | Piščevik Tiraspol       | 23 | 32 | 7  | 9  | 16 | 31 | 52 | -21 |
|  | 17.  | Dünamo Tallinn          | 16 | 32 | 6  | 4  | 22 | 26 | 70 | -44 |

#### Risultati
|                         | LoG  | SiL  | NaE   | SpB  | LoT  | KMo  | SKM  | DiS  | KaT  | NKB   | ZvL  | BaK  | REZ  | NiB  | KZV  | PiT  | DTa  |
| ----------------------- | ---- | ---- | ----- | ---- | ---- | ---- | ---- | ---- | ---- | ----- | ---- | ---- | ---- | ---- | ---- | ---- | ---- |
| Lokomotiv Gomel         | –––– | 1-0  | 0-1   | 2-0  | 2-1  | 2-2  | 1-0  | 2-1  | 1-0  | 1-1   | 2-1  | 2-0  | 2-1  | 0-0  | 1-0  | 5-1  | 4-1  |
| Širak Leninakan         | 2-2  | –––– | 2-0   | 0-0  | 1-1  | 1-0  | 3-1  | 3-0  | 1-0  | 3-1   | 0-0  | 1-0  | 2-0  | 1-0  | 3-2  | 3-1  | 2-0  |
| Nairi Erevan            | 0-1  | 1-1  | ––––  | 1-2  | 2-2  | 3-0  | 1-0  | 3-0  | 2-2  | 1-0   | 4-1  | 2-0  | 1—1  | 3-0  | 2-0  | 1-2  | 4-0  |
| Spartak Brest           | 0-1  | 1-1  | 3-1   | –––– | 1-0  | 1-0  | 2-0  | 1-1  | 1-0  | [ 6 ] | 0-0  | 0-0  | 2-0  | 3-1  | 4-0  | 1-1  | 3-0  |
| Lokomotiv Tbilisi       | 1-0  | 2-2  | 2-2   | 4-2  | –––– | 3-0  | 1-1  | 0-0  | 1-1  | 5-0   | 0-0  | 1-1  | 1-2  | 1-0  | 4-2  | 2-0  | 6-0  |
| Khimik Mogilev          | 2-2  | 0-2  | 0-1   | 1-0  | 1-0  | –––– | 2-1  | 2-1  | 0-0  | 2-1   | 1-1  | 2-1  | 2-1  | 1-1  | 0-0  | 4-1  | 1-0  |
| SKA Minsk               | 0-0  | 1-0  | 1-0   | 1-0  | 0-2  | 1-0  | –––– | 1-1  | 0-0  | 1-0   | 2-1  | 0-1  | 4-0  | 1-0  | 1-0  | 1-0  | 1-1  |
| Dinamo Sukhumi          | 0-0  | 1-0  | 0-1   | 1-0  | 1-2  | 2-0  | 1-1  | –––– | 0-1  | 2-1   | 1-1  | 0-0  | 2-2  | 3-1  | 2-1  | 4-1  | 5-0  |
| Kalev Tallinn           | 1-2  | 2-3  | 1-1   | 1-2  | 1-1  | 0-0  | 2-1  | 1-0  | –––– | 1-1   | 0-0  | 0-2  | 1-1  | 2-0  | 2-0  | 3-0  | 1-2  |
| Neftyanyye Kamni Baku   | 0-0  | 0-0  | 2-3   | 2-2  | 3-1  | 1-1  | 2-0  | 1-3  | 1-0  | ––––  | 1-1  | 1-0  | 3-1  | 1-0  | 2-1  | 2-0  | 1-1  |
| Zveynieks Liepaya       | 0-0  | 1-1  | 0-0   | 1-1  | 0-0  | 2-2  | 1-2  | 0-0  | 1-3  | 4-1   | –––– | 2-1  | 1-1  | 3-1  | 0-1  | 2-0  | 1-1  |
| Banga Kaunas            | 1-0  | 0-0  | 2-2   | 0-0  | 2-1  | 0-1  | 0-0  | 3-0  | 2-1  | 3-4   | 0-0  | –––– | 1-0  | 1-2  | 3-0  | 1-2  | 4-0  |
| REZ Rīga                | 1-2  | 1-2  | 1-2   | 0-1  | 0-0  | 3-2  | 0-0  | 1-1  | 2-0  | 1-3   | 1-1  | 2-0  | –––– | 3-0  | 0-1  | 2-2  | 3-0  |
| Nistrul Bender          | 1-0  | 1-1  | 2-1   | 2-0  | 2-2  | 0-0  | 0-1  | 0-0  | 1-3  | 1-1   | 2-0  | 2-1  | 3-0  | –––– | 0-0  | 1-2  | 4-0  |
| Krasnoye Znamya Vicebsk | 0-3  | 1-0  | 1-2   | 1-2  | 2-3  | 0-1  | 2-0  | 1-0  | 0-2  | 0-0   | 1-0  | 0-1  | 0-0  | 1-0  | –––– | 1-1  | 2-0  |
| Piščevik Tiraspol       | 0-0  | 4-1  | [ 7 ] | 1-2  | 1-1  | 0-2  | 1-1  | 0-0  | 0-1  | 1-1   | 0-1  | 2-1  | 4-2  | 2-1  | 1-1  | –––– | 0-1  |
| Dünamo Tallinn          | 0-2  | 2-3  | 0-3   | 1-2  | 0-1  | 0-3  | 0-2  | 2-3  | 2-2  | 3-1   | 1-2  | 1-0  | 0-1  | 4-1  | 0-2  | 3-0  | –––– |

### Girone 2

#### Squadre partecipanti
| Squadra                      | Repubblica    | Città     | Stagione precedente                                                            |
| ---------------------------- | ------------- | --------- | ------------------------------------------------------------------------------ |
| Alga Frunze                  | RSS Kirghisa  | Frunze    | 8° nel Girone 2 delle repubbliche in Klass B                                   |
| Chimik Chirchiq              | RSS Uzbeka    | Chirchiq  | Non iscritto al campionato                                                     |
| Dinamo Batumi                | RSS Georgiana | Batumi    | 6° nel Girone 1 delle repubbliche in Klass B                                   |
| Dinamo Kirovobad             | RSS Azera     | Kirovabad | 6° nel Girone 2 delle repubbliche in Klass B, col nome di Tekstilshchik        |
| Energetik Dušanbe            | RSS Turkmena  | Aşgabat   | 7° nel Girone 2 delle repubbliche in Klass B, col nome di Energetik Stalinabad |
| Kolchida Poti                | RSS Georgiana | Poti      | Non iscritto al campionato                                                     |
| Lori Kirovakan               | RSS Armena    | Kirovakan | 5° nel Girone 1 delle repubbliche in Klass B                                   |
| Metallist Džambul            | RSS Kazaka    | Džambul   | 13° nel Girone 2 delle repubbliche in Klass B                                  |
| Metallurg Rustavi            | RSS Georgiana | Rustavi   | 3° nel Girone 2 delle repubbliche in Klass B                                   |
| Metallurg Şımkent            | RSS Kazaka    | Chimkent  | 9° nel Girone 2 delle repubbliche in Klass B                                   |
| Neftyanik Fergana            | RSS Uzbeka    | Fergana   | 14° nel Girone 2 delle repubbliche in Klass B, col nome di Spartak             |
| Pamir Leninabad              | RSS Tagika    | Leninabad | 12° nel Girone 2 delle repubbliche in Klass B                                  |
| Paxtakor Regione di Tashkent | RSS Uzbeka    | Tashkent  | Non iscritto al campionato                                                     |
| Shahter Qaraǵandy            | RSS Kazaka    | Qarağandı | 2° nel Girone 2 delle repubbliche in Klass B                                   |
| Stroitel' Aşgabat            | RSS Turkmena  | Aşgabat   | 4° nel Girone 2 delle repubbliche in Klass B, col nome di Köpetdag Aşgabat     |

#### Classifica finale
|  | Pos. | Squadra                      | Pt | G  | V  | N  | P  | GF | GS | DR  |
|  | ---- | ---------------------------- | -- | -- | -- | -- | -- | -- | -- | --- |
|  | 1.   | Shahter Qaraǵandy            | 41 | 28 | 19 | 3  | 6  | 53 | 21 | +32 |
|  | 2.   | Alga Frunze                  | 33 | 28 | 12 | 9  | 7  | 45 | 32 | +13 |
|  | 3.   | Dinamo Kirovobad             | 32 | 28 | 11 | 10 | 7  | 36 | 26 | +10 |
|  | 4.   | Stroitel' Aşgabat            | 30 | 28 | 11 | 8  | 9  | 41 | 37 | +4  |
|  | 5.   | Metallurg Şımkent            | 30 | 28 | 11 | 8  | 9  | 45 | 42 | +3  |
|  | 6.   | Energetik Dušanbe            | 30 | 28 | 8  | 14 | 6  | 36 | 33 | +3  |
|  | 7.   | Dinamo Batumi                | 30 | 28 | 10 | 10 | 8  | 34 | 33 | +1  |
|  | 8.   | Neftyanik Fergana            | 29 | 28 | 10 | 9  | 9  | 33 | 40 | -7  |
|  | 9.   | Metallurg Rustavi            | 28 | 28 | 7  | 14 | 7  | 41 | 33 | +8  |
|  | 10.  | Pamir Leninabad              | 26 | 28 | 10 | 6  | 12 | 48 | 40 | +8  |
|  | 11.  | Lori Kirovakan               | 26 | 28 | 9  | 8  | 11 | 37 | 36 | +1  |
|  | 12.  | Paxtakor Regione di Tashkent | 25 | 28 | 9  | 7  | 12 | 39 | 43 | -4  |
|  | 13.  | Kolchida Poti                | 21 | 28 | 5  | 11 | 12 | 29 | 38 | -9  |
|  | 14.  | Chimik Chirchiq              | 21 | 28 | 6  | 9  | 13 | 26 | 62 | -36 |
|  | 15.  | Metallist Džambul            | 18 | 28 | 5  | 8  | 15 | 22 | 49 | -27 |

#### Risultati
|                              | SaQ  | SaF  | DiK  | StA  | MeS  | EnD  | DiB  | NeF  | MeR  | LoK  | PaL  | PRT  | KoP  | ChC  | MeD  |
| ---------------------------- | ---- | ---- | ---- | ---- | ---- | ---- | ---- | ---- | ---- | ---- | ---- | ---- | ---- | ---- | ---- |
| Şaxter Qarağandı             | –––– | 3-0  | 1-0  | 2-0  | 1-1  | 1-0  | 1-0  | 0-0  | 3-1  | 4-1  | 2-1  | 1-0  | 3-1  | 6-0  | 0-1  |
| Alga Frunze                  | 1-0  | –––– | 0-0  | 3-2  | 2-0  | 0-0  | 1-0  | 6-1  | 1-1  | 3-0  | 0-0  | 2-0  | 1-1  | 1-0  | 6-1  |
| Dinamo Kirovobad             | 2-0  | 1-1  | –––– | 2-0  | 4-2  | 1-1  | 2-2  | 1-1  | 0-0  | 3-0  | 2-1  | 2-0  | 0-0  | 1-1  | 4-1  |
| Stroitel' Aşgabat            | 1-3  | 1-0  | 1-0  | –––– | 3-1  | 2-2  | 1-1  | 2-1  | 2-1  | 1-1  | 0-2  | 6-1  | 4-2  | 0-0  | 1-0  |
| Metallurg Şımkent            | 1-3  | 2-2  | 1-0  | 0-0  | –––– | 2-0  | 1-1  | 1-2  | 2-2  | 1-0  | 2-1  | 3-1  | 2-0  | 5-2  | 4-1  |
| Energetik Dušanbe            | 3-1  | 2-0  | 0-2  | 3-3  | 2-3  | –––– | 0-0  | 3-1  | 1-2  | 1-1  | 2-2  | 2-1  | 2-1  | 0-1  | 2-1  |
| Dinamo Batumi                | 1-1  | 1-0  | 0-1  | 1-0  | 2-1  | 1-1  | –––– | 4-2  | 1-0  | 1-0  | 3-1  | 2-1  | 0-0  | 4-1  | 2-3  |
| Neftyanik Fergana            | 0-5  | 2-6  | 2-0  | 1-0  | 2-1  | 1-1  | 2-1  | –––– | 1-1  | 1-2  | 0-0  | 2-0  | 0-0  | 4-0  | 0-0  |
| Metallurg Rustavi            | 1-0  | 1-1  | 1-3  | 1-1  | 1-1  | 1-1  | 2-0  | 1-1  | –––– | 3-3  | 3-0  | 1-1  | 3-1  | 6-0  | 1-1  |
| Pamir Leninabad              | 2-3  | 4-2  | 5-1  | 0-1  | 1-2  | 2-2  | 0-0  | 0-2  | 2-0  | –––– | 3-0  | 1-3  | 2-0  | 4-0  | 5-0  |
| Lori Kirovakan               | 0-1  | 1-3  | 0-0  | 4-3  | 4-0  | 0-0  | 1-0  | 1-0  | 2-0  | 1-0  | –––– | 1-1  | 0-0  | 4-0  | 5-1  |
| Paxtakor Regione di Tashkent | 1-0  | 4-0  | 0-2  | 1-2  | 0-3  | 1-1  | 5-0  | 1-2  | 2-1  | 3-2  | 5-3  | –––– | 1-1  | 2-2  | 2-0  |
| Kolchida Poti                | 0-3  | 2-0  | 2-0  | 1-2  | 2-0  | 0-1  | 2-2  | 1-1  | 2-2  | 1-3  | 2-0  | 1-1  | –––– | 6-2  | 0-0  |
| Chimik Chirchiq              | 1-3  | 2-3  | 1-1  | 2-1  | 2-2  | 1-1  | 2-2  | 2-0  | 0-4  | 1-1  | 1-0  | 0-0  | 1-0  | –––– | 0-1  |
| Metallist Džambul            | 1-2  | 0-0  | 2-1  | 1-1  | 1-1  | 1-2  | 1-2  | 0-1  | 0-0  | 0-3  | 2-2  | 0-1  | 2-0  | 0-1  | –––– |

### Finale delle Repubbliche
La gara di andata si giocò il 31 ottobre, quella di ritorno il 4 novembre; entrambe le gare furono disputate ad Odessa.
| Squadra 1       | Totale | Squadra 2         | Andata | Ritorno |
| --------------- | ------ | ----------------- | ------ | ------- |
| Lokomotiv Gomel | 1 - 0  | Shahter Qaraǵandy | 1 - 0  | 0 - 0   |

## Verdetti
Furono ammesse alla neonata Vtoraja Gruppa A: Spartak Krasnodar, Trud Voronež, Uralmaš, SKA Novosibirsk, Šinnik, Traktor Volgograd, Lokomotiv Čeljabinsk, Trudovi Rezervy Luhans'k, Čornomorec', Metalurh Zaporižžja, Dnepr, Lokomotiv Gomel, Alga Frunze e Şaxter Qarağandı. Tutte le altre retrocessero in Klass B che diventò la terza serie.